# Österreich-Ungarns Heer im Ersten Weltkrieg

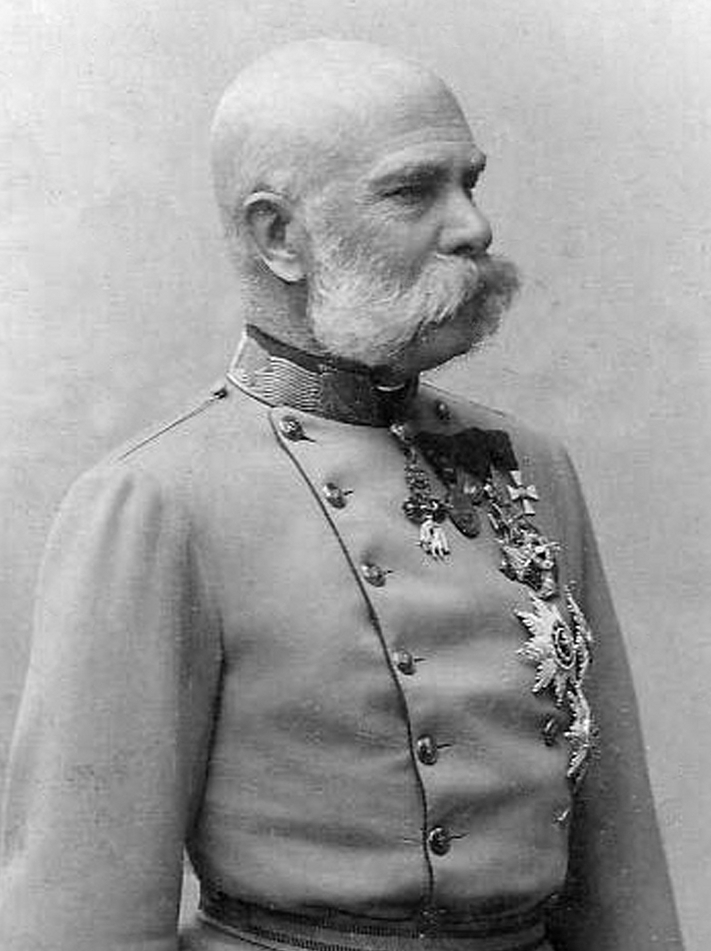
Oberster Befehlshaber bis 1916, der Kaiser und König Franz Joseph I.

Der Artikel Österreich-Ungarns Heer im Ersten Weltkrieg beschreibt die Landstreitkräfte Österreich-Ungarns 1867–1914 bei Ausbruch und während des Ersten Weltkrieges (1914–1918) sowie die wichtigsten Kriegsereignisse, an denen sie beteiligt waren.

## Zustand der Armee und Kriegsvorbereitung

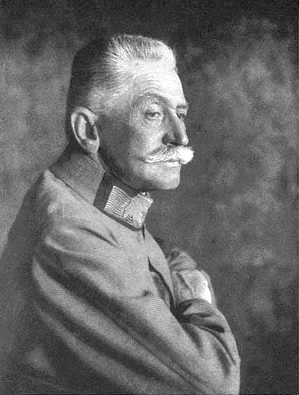
Generalstabschef Franz Conrad von Hötzendorf (1852–1925)

Unter den Armeen der europäischen Großmächte war die Armee Österreich-Ungarns die am wenigsten auf einen Krieg vorbereitete. Österreich-Ungarn besaß eine zu kleine industrielle Basis für die moderne Ausstattung seiner Truppen, auch wenn punktuell Spitzenprodukte gefertigt wurden, etwa die Mörser von Škoda. So betrug die österreichische Produktion an Artilleriegranaten nie mehr als eine Million Stück pro Jahr, während die russischen Fabriken 1916 schon vier Millionen Stück fertigten. Nur allmählich wurden die Streitkräfte mit zeitgemäßem Kriegsgerät ausgerüstet. Die Logistik war unterentwickelt, so dass es oft zu Versorgungsproblemen kam. Die Aufmarschgeschwindigkeit der Truppen war durch die mangelhafte Infrastruktur gehemmt. Dabei hinkten die militärischen Spezialisten oft sogar der zivilen Bahngesellschaft hinterher. Während die staatliche Bahnlinie mit bis zu 100 Waggons pro Zug fuhr, erlaubte das Militär nur Zusammenschlüsse von bis zu 50 Waggons. Die militärische Bahnverbindung zwischen Wien und dem San war dreimal langsamer als die der zivilen Bahngesellschaft.
Die Bewaffnung mit Infanteriewaffen und Artilleriegeschützen war zeitgemäß, jedoch nur bezüglich des stehenden Heeres. Für die Reserven im Mobilmachungsfall war zum allergrößten Teil nur veraltetes Gerät vorhanden – so mussten bei der Aufstellung der Standschützen im Jahr 1915 diese ihr Gewehr mitbringen oder wurden zunächst mit den uralten, einschüssigen, Werndl-Gewehren ausgestattet. Gleiches galt für die Artillerie, die überproportional in der Reserve mit alten Kanonen ohne Rohrrücklauf ausgerüstet war. Gründe waren der Mangel an finanziellen Mitteln und die Einstellung […] soll man all die schönen (und für teures Geld gekauften) Sachen wegwerfen – man wird sie sicher noch einmal brauchen können […], was zu den bekannten (fatalen) Resultaten führte. Letztendlich sah man sich sogar gezwungen, einige in den Kasematten der Festung Theresienstadt längst vergessene Festungsgeschütze vom Typ M 61/95 auf hölzernen Bocklafetten noch im Gebirgskrieg in den Dolomiten einzusetzen.
Das Niveau der Truppe zeigte ernsthafte Schwächen, was man auch auf den Charakter der Doppelmonarchie als Vielvölkerstaat zurückführen kann. So rekrutierten sich die meisten Offiziere aus dem deutschen und ungarischen Staatsvolk, die Mannschaften aber aus allen Bevölkerungsteilen. Deutsch war die Befehlssprache, doch der einfache, nicht Deutsch sprechende Soldat bekam davon nur die etwa einhundert Wörter beigebracht (Habt Acht, Ruht, Gewehr in die Hand), die für den Dienstbetrieb zwingend notwendig waren. Diese Umstände wirkten sich naturgemäß nicht positiv auf den Zusammenhalt und die Moral der Truppe aus. Laut der letzten Vorkriegsstatistik von 1911 bezeichneten sich unter den aktiven Berufsoffizieren bei der Infanterie 72 %, bei der Kavallerie 67 % und bei der Artillerie 88 % als Deutsche.
Tiefgreifende Reformen wären dringend notwendig gewesen, wurden jedoch nur halbherzig in Erwägung gezogen und wiederholt verschoben. Ein Mitgrund war die permanente Vernachlässigung des größten Truppenkörpers, der Gemeinsamen Armee. Als man nach dem sogenannten Ausgleich von 1867 Ungarn eine eigene Armee zugestehen musste, um das Land im Reichsverbund zu halten, wurde von den Ungarn unverzüglich mit der Aufstellung einer Armee begonnen, die man beschönigend nur k.u. Landwehr (Honvéd) nannte. Zunächst nur aus Infanterie bestehend, erhielt diese Landwehr dann auch eigene Kavallerie- und Artillerieverbände; die ungarische Administration bevorzugte sie bei der Zuteilung von Geld und Personal. Aus Gründen der Parität erhielt dann auch der Rest des Reiches eine Landwehr, die wiederum von der Administration der anderen Reichshälfte mit größtem Wohlwollen behandelt wurde. (Die zur k.k. Landwehr gehörenden fünf Regimenter der k.k. Gebirgstruppe waren mit das Beste in der gesamten „Bewaffneten Macht“.) Dies alles ging auf Kosten der Hauptarmee, deren Zuweisung an Rekruten stellenweise so gering war, dass zur Aufstellung der neuen Maschinengewehr-Einheiten die 4. Bataillone der Infanterie-Regimenter stellenweise bis auf einen Kader ausgedünnt werden mussten.
Im Gesamtüberblick war Österreich-Ungarn personell, aber nicht materiell in der Lage, einen Konflikt wie den Ersten Weltkrieg lange durchzustehen.

### Persönliche Ausrüstung (Montierung)
Bereits 1914 begannen die ersten Versorgungsschwierigkeiten. Fehlende Vorratshaltung und die nicht auf diese Art von Massenproduktion vorbereitete Industrie führten zu einer extremen Verknappung von Uniformen (Monturstücken); ein ständiger Mangel blieb bis Kriegsende bestehen.
Unzureichende Fertigungsmengen bereiteten der Militärverwaltung das größte Kopfzerbrechen. Der zusätzlich aufgestellte Landsturm und die ersten Marschbataillone waren auf das angewiesen, was die ins Feld abgehenden Truppenteile in den Monturdepots zurückgelassen hatten. Der Gesamtbestand der 1914 in den Monturdepots vorhandenen hechtgrauen Uniformen dürfte sich auf ca. 700.000 Stück belaufen haben, dazu kamen noch etwa 300.000 Friedens- und Paradeuniformen, die nur bedingt verwendungsfähig waren. Schuhwerk war zu Kriegsbeginn nicht in ausreichender Menge vorhanden und selbst unter größten Bemühungen nicht zu beschaffen. Die Kommandanten der im Frühjahr 1915 aufgebotenen VI. und VII. Marschformationen waren angewiesen, das Schuhzeug auf dem freien Markt zu kaufen. Das dabei beschaffte Material entsprach allerdings nur selten den gestellten Anforderungen.

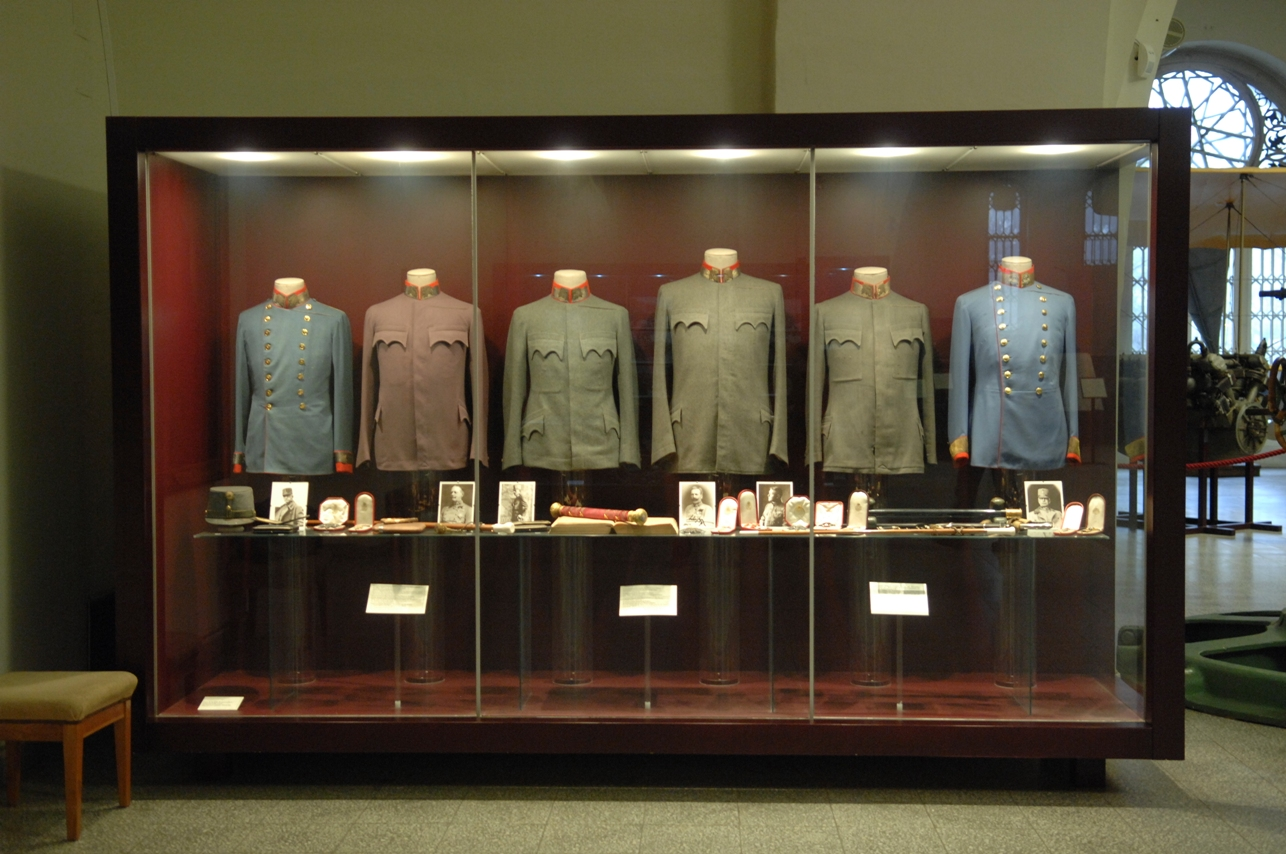
Uniformen der k.u.k. Armee im Heeresgeschichtlichen Museum Wien

Für die Ausrüstung des Landsturms war die Situation noch prekärer. Vorbestimmt für den Dienst im Hinterland, war für den Landsturm lediglich eine Adjustierung mit blauen Friedensuniformen vorgesehen gewesen. Als es jedoch die hohen Personalverluste im Kriegsverlauf notwendig machten, auch Landsturmformationen in die Stellungsgräben zu schicken, fanden sich diese Männer zu Beginn des Krieges in ihren blauen Uniformen (oder sogar in Zivil mit einer schwarz-gelben Armbinde) an der vordersten Front wieder. Die Umkleidung in die hechtgraue Montur ging nur sehr schleppend voran, da die aktive Truppe vorrangig beliefert wurde. Eine erneute Belastungsprobe für die Monturverwaltung ergab sich nach der Kriegserklärung Italiens im Mai 1915 (Italien hatte seine vorherige Neutralität aufgegeben; Näheres hier): die Standschützen von Tirol und Vorarlberg sowie die Steirer und Kärntner Freiwilligen Schützen mussten zum Grenzschutz aufgerufen werden; diese etwa 39.000 Männer konnten ebenfalls nicht sofort gänzlich eingekleidet werden. Die Standschützen von Hall in Tirol rückten in Zivil aus, die Kompanie von Predazzo konnte zunächst nur mit den Friedensuniformen der Landwehr ausgestattet werden.
Die allgemeinen Versorgungsschwierigkeiten trugen auch dazu bei, dass die normierte Farbgebung der Felduniformen im Laufe des Krieges nicht mehr eingehalten werden konnte und die Farbtöne teils stark voneinander abwichen. (Neben dem vorgeschriebenen Hechtgrau gab es dunkelgraue, graugrüne und braune Farbtöne.)

### Strategie und Planung
Bei Kriegsbeginn im Jahr 1914 war die Armee nicht nur von der materiellen Ausstattung, sondern auch vom strategisch-taktischen Konzept nicht auf dem Stand, auf dem sie hätte sein müssen, um den potentiellen Gegnern gewachsen zu sein. Ursache dafür war das Festhalten an überkommenen Vorstellungen (Standhaft bis in den Tod – Folge waren unnötige Personal- und Materialverluste), statt aus taktischen Gründen Gelände aufzugeben. Man hielt an den Lehren des Krieges von 1866 und des Deutsch-Französischen Krieges von 1870/71 fest (das im Jahr 1911 erlassene und von dem Generalstabschef Franz Conrad von Hötzendorf stark beeinflusste Exerzierreglement für die Fußtruppen war ein gutes Beispiel für diese Art der Einstellung) und ignorierte die Weiterentwicklungen der Waffentechnik (z. B. Flugzeuge, Panzer, Brisanzgranate) und der Militärtaktik; diese waren in den Konflikten zwischen Russland und Japan 1905, in der von Österreich-Ungarn selbst militärisch bereinigten Bosnien-Krise 1908 und in den Balkankriegen 1912/1913 deutlich geworden.
Auch das ebenfalls von Conrad von Hötzendorf verfasste Handbuch Zum Studium der Taktik (1. Teil erschienen 1891) stand für den Grundgedanken der österreichisch-ungarischen Militärführung: Offensive und Angriff – um jeden Preis. Diese Doktrin wurde auch von vielen anderen Kriegsparteien (in Frankreich als Offensive à outrance verherrlicht) praktiziert. Das Resultat dieser Einstellung waren die ungeheuren Verluste, die der Friedensstamm des Heeres in Galizien hinnehmen musste und die nicht wieder ersetzt werden konnten. Man hatte ignoriert, dass man zwei Armeen gegenüberstand (Russland und Serbien), die im 20. Jahrhundert bereits in größere Kampfhandlungen verwickelt waren und die ihre strategisch-taktischen Ausrichtungen schon modernisiert hatten.
Nur zwei Länder kamen in den Kriegsplanungen des Generalstabes als Gegner in Frage: Russland oder Serbien gemeinsam mit Montenegro. Hierfür waren zwei Aufmarschpläne ausgearbeitet worden. Der Plan „R“ (Russland) behandelte den Zweifrontenkrieg und der Plan „B“ (Balkan) nur den Krieg gegen Serbien und Montenegro. Im Kriegsfall „R“ hatte die Hauptmacht der Armee mit der sogenannten Staffel „A“ (bestehend aus neun Korps und zehn Kavallerie-Truppendivisionen) von Galizien aus Russland anzugreifen. Unterstützend sollte die sogenannte „B“-Staffel aus vier Korps und einer Kavallerie-Truppendivision nachrücken. Gegen Serbien und Montenegro würde nur die Minimalgruppe Balkan mit drei Korps verfügbar sein. Im Fall „B“ sollten die Truppen der „B“-Staffel, verstärkt durch die drei Korps der Minimalgruppe Balkan und vier Kavallerie-Truppendivisionen, eingesetzt werden.
Italien und Rumänien wurden ebenfalls als potenzieller Kriegsgegner angesehen. Dieser Waffengang schien vorerst zurückgestellt, da beide Staaten formal über den Dreibund im Bündnis mit Österreich-Ungarn standen. Dennoch begann der Generalstab am Vorabend des Ersten Weltkrieges auch Pläne für den Fall „I“ zu entwerfen. Zentrales Element aller Pläne war eine hohe Aufmarschgeschwindigkeit. Im Fall „R“ sollte diese Russland an der Entfaltung seiner zahlenmäßigen Überlegenheit hindern. Bei einem ebenfalls drohenden Mehrfrontenkrieg sollte auf diese Weise ein schneller, Sieg an einer Front erzielt werden, um die begrenzten eigenen Kräfte schnell auf dem anderen Kriegsschauplatz einsetzen zu können.
Kurz vor dem Ausbruch des Ersten Weltkrieges ging der Generalstab davon aus, in Ost- und Südosteuropa mit 48 eigenen und maximal 14 deutschen Divisionen gegen 130 gegnerische Divisionen antreten zu müssen, während sich die deutschen Verbündeten auf Frankreich konzentriert hätten. Ein Verbleib Rumäniens im Dreibund hätte das Potenzial des Gegners nur um rund 16 Divisionen verringert.

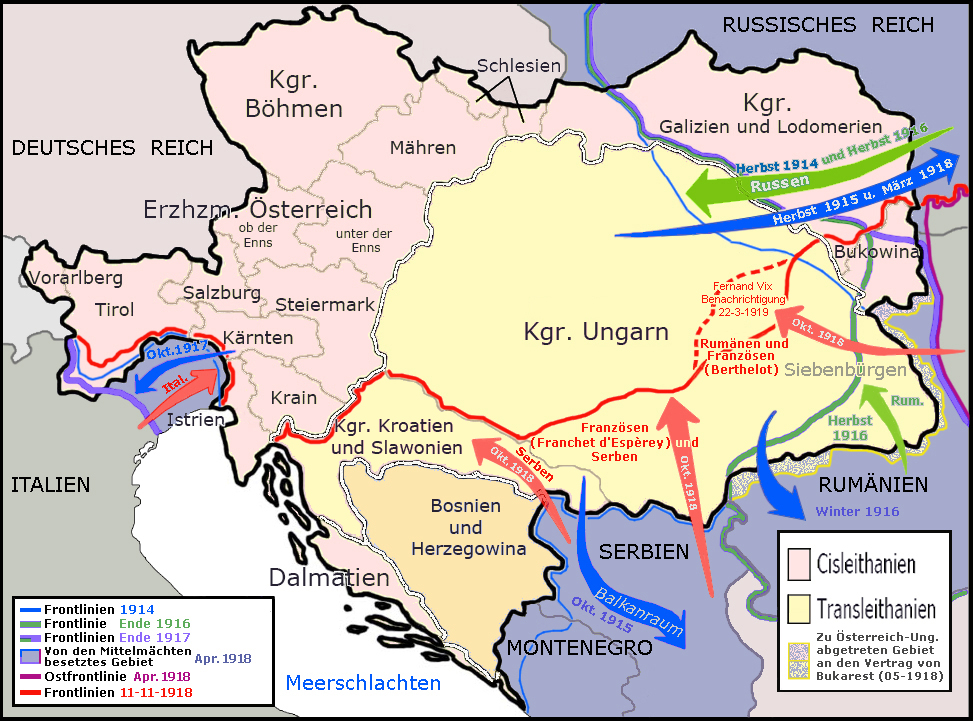
Österreich-Ungarn im Ersten Weltkrieg

Obwohl vorherzusehen war, dass Russland eingreifen würde, da die Bündnisverträge zwischen Serbien und Russland bekannt waren, reagierte Österreich-Ungarn als Antwort auf die serbische Mobilmachung vom 25. Juli 1914 nur mit der Teilmobilmachung und dem nach der am 28. Juli an Serbien erfolgten Kriegserklärung in Kraft gesetzten Plan „B“. Nach dem Bekanntwerden der russischen Generalmobilmachung vom 30. Juli 1914 wurde der Plan „R“ dennoch hinausgezögert, weil weiter ein schneller, durchschlagender Sieg auf dem Balkan versucht wurde und durch eine Umleitung der bereits dorthin im Marsch befindlichen Truppen ein Zusammenbruch der Eisenbahnlogistik befürchtet wurde. Am 31. Juli 1914, dem Tag der allgemeinen Mobilmachung, installierte der Monarch das Armeeoberkommando.
Das Königreich Italien kam seinem (im Jahr 1882 mit Österreich-Ungarn und dem Deutschen Reich geschlossenen) Bündnisvertrag nicht nach mit der Begründung, dass dies formal ein Defensivbündnis war. Es erklärte sich zunächst als neutral und stellte Gebietsforderungen nach Landesteilen von Österreich-Ungarn (das südliche Tirol mit Trient bis zur Brennergrenze nach den Vorstellungen von Ettore Tolomei (1865–1952), sowie die italienischsprachigen Gebiete des Österreichischen Küstenlandes, allen voran Triest).
Österreich-Ungarn war nur hinsichtlich der italienischsprachigen Gebiete des heutigen Trentino verhandlungsbereit. Gemäßigte Anhänger der Irredenta (unter anderem der Reichstagsabgeordnete Cesare Battisti, der bei Kriegsbeginn nach Italien überwechselte, dort Offizier wurde und nach seiner Gefangennahme wegen Hochverrates gehängt wurde) sprachen sich hingegen für eine Grenzziehung an der Salurner Klause aus, konnten sich aber nicht durchsetzen.
Gleichwohl war man zu diesem Zeitpunkt nicht in der Lage, die bereits als bedroht anzusehende Grenze außer mit den permanenten Befestigungsanlagen mit nennenswerten Truppenteilen zu schützen.

## Generalmobilmachung
Am 25. Juli 1914 unterzeichnete Kaiser Franz Joseph I. den Befehl zur Teilmobilmachung, dem am 31. Juli 1914 die allgemeine Mobilisierung der Bewaffnete Macht oder auch Wehrmacht genannten Streitkräfte der Monarchie folgte. Diese setzten sich zusammen aus:
- der Gemeinsamen Armee
- der kaiserlich-königlichen Landwehr
- der königlich ungarischen Landwehr
- der k.u.k. Kriegsmarine

Das für den Krieg gebildete Armeeoberkommando unter Erzherzog Friedrich von Österreich-Teschen als Oberkommandant und Franz Conrad von Hötzendorf als Generalstabschef war oberste Instanz für die gesamten Land- und Seestreitkräfte der Monarchie.
Der Friedenssollbestand des Heeres und der beiden Landwehren betrug:
- 25.000 Offiziere (Ärzte, Tierärzte und Rechnungsführer nicht eingerechnet)
- 410.000 Unteroffiziere und Mannschaften
- 87.000 Pferde (hier schwanken die Angaben)
- 1.200 Geschütze (nur aktive, feldbewegliche Geschütze – Festungsgeschütze und Reservebestände nicht eingerechnet)

Im Personalbestand enthalten waren 36.000 sogenannte Gagisten – länger Dienende und Berufssoldaten.
Der Friedensbestand wurde unter Miteinbeziehung des Rekrutenjahrganges 1914 (Geburtsjahrgang 1893) auf 3,35 Millionen Mann Mobilmachungsstand gebracht. Dazu kamen erste Marschbataillone und zusätzliche Landsturmformationen.
Die Kriegsstärke der Landstreitkräfte betrug 1914:
- 1.094 Infanterie-Bataillone (inklusive 117 Marsch- und 200 Landsturmbataillone)
- 6 Radfahr-Kompanien
- 425 Kavallerie-Eskadronen
- 15 Flieger-Kompanien
- 483 Artillerie-Batterien
- 224 Festungsartillerie-Kompanien
- 155 Technische Kompanien (Pioniere, Sappeure, Eisenbahn- und Telegraphentruppen)
- 8 Landsturm-Sappeur-Abteilungen

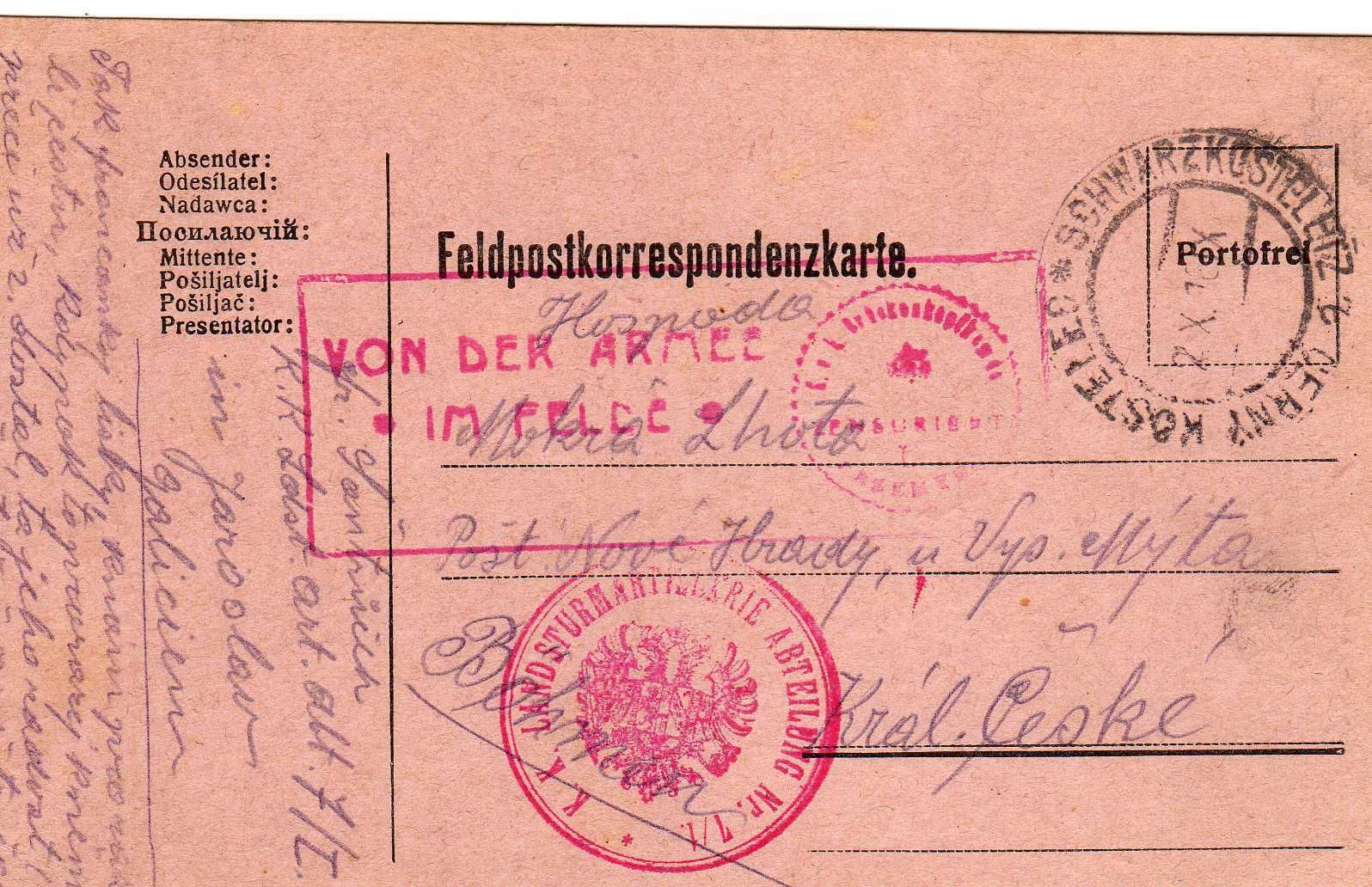
Feldpostkarte von der Landsturm-Artillerieabteilung 7/1 in Jaroslawice

- 88 Landsturm-Artillerieabteilungen[14]
- 28 Brückenschutz-Kompanien
- dazu kommen noch Train-, Verpflegs-, Sanitäts-, Stabs- und Verbindungstruppen sowie Kolonnen und vor Ort ausgehobene Arbeiterformationen. Es kann von einer Feldtruppenverpflegungsstärke von etwa 1,8–2 Millionen Mann ausgegangen werden.

Bekleidung und Ausrüstung der Armee entsprachen dem damaligen Stand der Technik. Dies betraf jedoch nur die aktiven, kämpfenden Truppenteile. Der Landsturm (eingesetzt etwa für Bewachungsaufgaben) war zum Teil noch in die blauen Friedensuniformen gekleidet. Getragen wurde bei der Infanterie die hechtgraue Marschadjustierung (die sich später immer noch als zu hell erwies und nach deutschem Vorbild durch eine graugrüne Montur ersetzt wurde) auf dem Kopf eine Kappe und als Waffe das Mannlicher Gewehr beziehungsweise das Maschinengewehr Schwarzlose Modell MG 07/12. Kavallerie und Artillerie rückten in ihren bunten Friedensuniformen aus, wobei lediglich die glänzenden Helmteile der Kavalleristen durch einen Überzug verdeckt oder einfach mit grauer Farbe überstrichen wurden.
Entgegen allen pessimistischen Äußerungen traten mit der Mobilmachung separatistische Strömungen in den Hintergrund. Tschechen, Ungarn, Bosniaken und auch italienischsprachige Untertanen der Krone fügten sich widerspruchslos dem Aufruf des Monarchen.

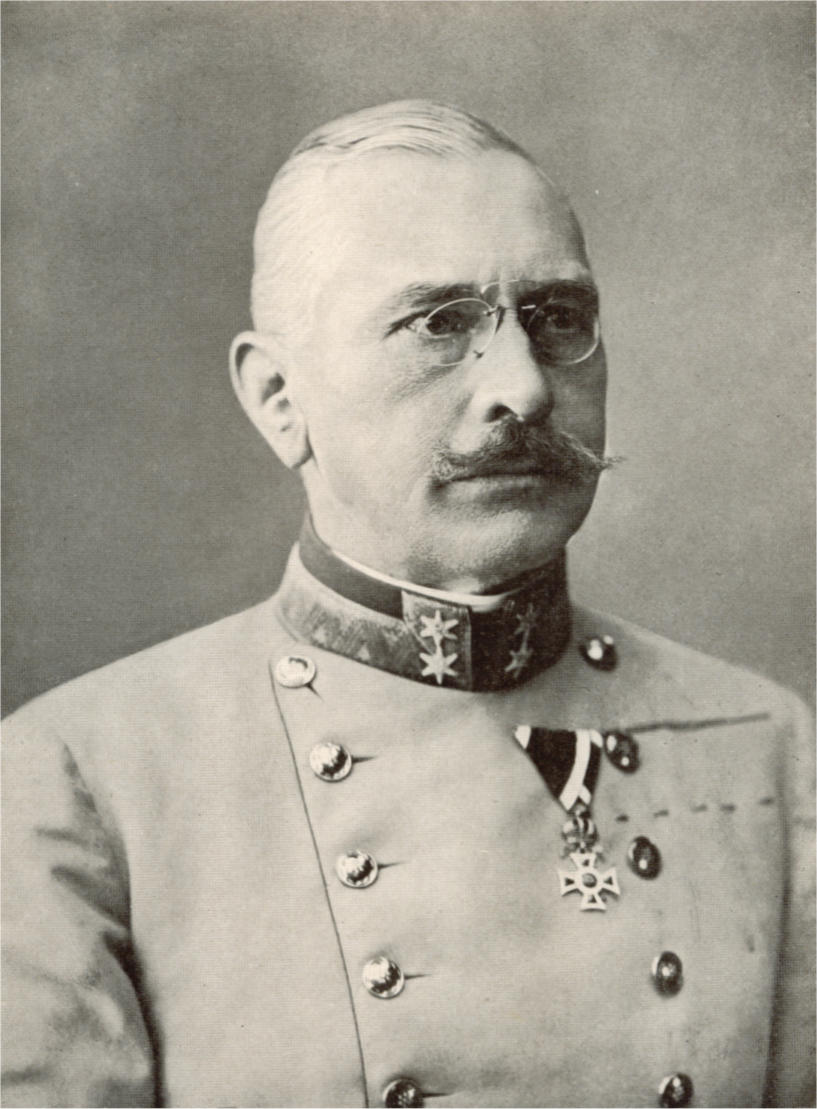
General Viktor Dankl von Krásnik

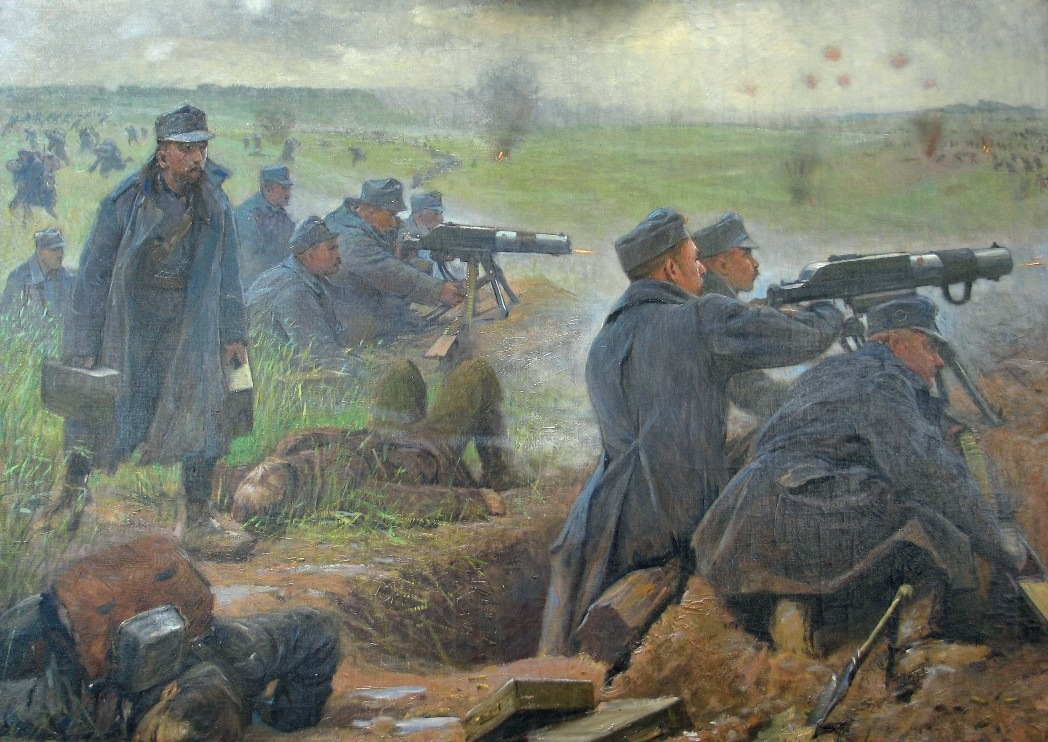
MG-Abteilung

## Kriegsjahr 1914
Um den deutschen Bündnispartner zu entlasten, der nach der Schlacht bei Gumbinnen große Teile Ostpreußens aufgeben musste, entschied das Armeeoberkommando aus Galizien heraus nach Norden anzugreifen. Man wollte dadurch auch zugleich dem russischen Aufmarsch zuvorkommen. Die 1. Armee unter General der Kavallerie Dankl und die 4. Armee unter General der Infanterie Auffenberg konnten die russischen Kräfte bei Krásnik und bei Komarow schlagen. Die 3. Armee musste sich bei Zloczow nach vergeblichen Angriffen wieder zurückziehen. Trotz der nunmehr vom Balkan als Verstärkung heranrollenden 2. Armee („B“-Staffel) gelang es nicht, die Lage in der Schlacht von Lemberg zu stabilisieren; Lemberg musste aufgegeben werden. Auch nach der Niederlage bei Tannenberg ließ der Druck der Russischen Armee in Galizien nicht nach. Darauf befahl man der nach Norden ausgerichteten 4. Armee eine Kehrtwendung mit Angriffsrichtung (bei Rawaruska) nach Süden, die 2. und 3. Armee sollten gleichzeitig nach Norden angreifen. Diese sogenannte zweite Schlacht bei Lemberg endete in einem Desaster und führte zum Rückzug der Österreicher in Richtung San und westlichen Karpaten.
Bei diesen Kämpfen gab es hohe Verluste, z. B. bei Kaiserjägern und Landesschützen. Das 2. Tiroler Kaiserjäger-Regiment hatte 80 % Ausfälle zu beklagen. Dieses 2. Regiment verlor am 7. September bei Hujcze-Zaborze seine Fahne, als alle Männer vom Fahnenkommando gefallen waren. (Am 22. Jänner 1915 wurde dem Regiment in Dubno vom Kaiser eine neue Fahne verliehen) Die Verluste an gut ausgebildeten Soldaten des „Friedensstandes“, insbesondere Offizieren, waren kaum noch zu ersetzen – später, mit Beginn des Alpenkriegs gegen Italien, sollte sich insbesondere der Verlust der gut ausgebildeten Gebirgstruppen in den frühen Massenschlachten der Ostfront verheerend auswirken.
Mitte September waren große Teile Galiziens verloren gegangen und die Festung Przemyśl erstmals eingeschlossen worden. Entsatzversuche blieben zunächst erfolglos, bis die Schlacht bei Limanowa–Lapanow (1. Dezember bis 14. Dezember 1914) den russischen Angriffsschwung erlahmen ließ und die Front sich vorerst stabilisierte.
Nachdem sich die Lage an der Südostfront gegen Serbien im Dezember 1914 beruhigt hatte, konnte das Oberkommando Truppen an die Nordostfront verlegen, um die Abwehrfront an den Karpatenpässen zu verstärken. Am Ende des Jahres hatten die österreichisch-ungarischen Verbände Verluste von insgesamt 1.268.696 Mann an Gefallenen, Verwundeten und Vermissten (dazu zählen auch die in Gefangenschaft geratenen). Nur 863.000 Mann wurden ersetzt; Truppenteile mit 30 bis 40 % Ist-Stärke waren keine Seltenheit.

### Kavallerieschlacht
Am 21. August fand östlich von Zloczów die wahrscheinliche letzte klassische Reiterschlacht der Weltgeschichte statt. Hier traf die russische 10. Kavalleriedivision mit dem 10. Husaren-Regiment (Ingermanland-Husaren), dem 10. Ulanen-Regiment (Odessa-Ulanen), dem 4. Kosaken-Regiment (Orenburg-Kosaken) und dem 10. Dragoner-Regiment (Nowgorod-Dragoner) auf die Ortschaft Wołczkowce, die vom II. Bataillon des k.k. Landwehr-Infanterie-Regiments Nr. 35 gehalten wurde. Die angreifenden Russen konnten durch die herbeieilende 4. k.u.k. Kavallerie-Truppendivision mit den Dragonerregimentern Nr. 9 und Nr. 15 sowie den Ulanenregimentern Nr. 1 und Nr. 13 rund um den Ort Jaroslawice noch vor dem Flüsschen Strypa in stundenlangen Gefechten und eskadronsweisen Attacken aufgehalten werden (siehe auch Otto Aloys Graf Huyn).

### Südostfront
Auf dem Balkan verliefen die Operationen ebenfalls wenig erfolgreich. Nachdem bereits zwei Offensiven der 5.  und k.u.k. 6. Armee im August und September 1914 an der Save und in der Schlacht an der Drina unter hohen Verlusten gescheitert waren, konnte zwar im dritten Versuch Anfang Dezember Belgrad eingenommen werden; nach einer serbischen Gegenoffensive musste man die Stadt aber wenig später wieder räumen. Die Misserfolge waren neben dem erbitterten Widerstand des Gegners auf schwieriges Gelände, mangelnden Nachschub und den operativ-taktischen Fehler des Oberkommandierenden der Balkanstreitkräfte, Feldzeugmeister Potiorek zurückzuführen.

### Übergriffe gegen die Zivilbevölkerung

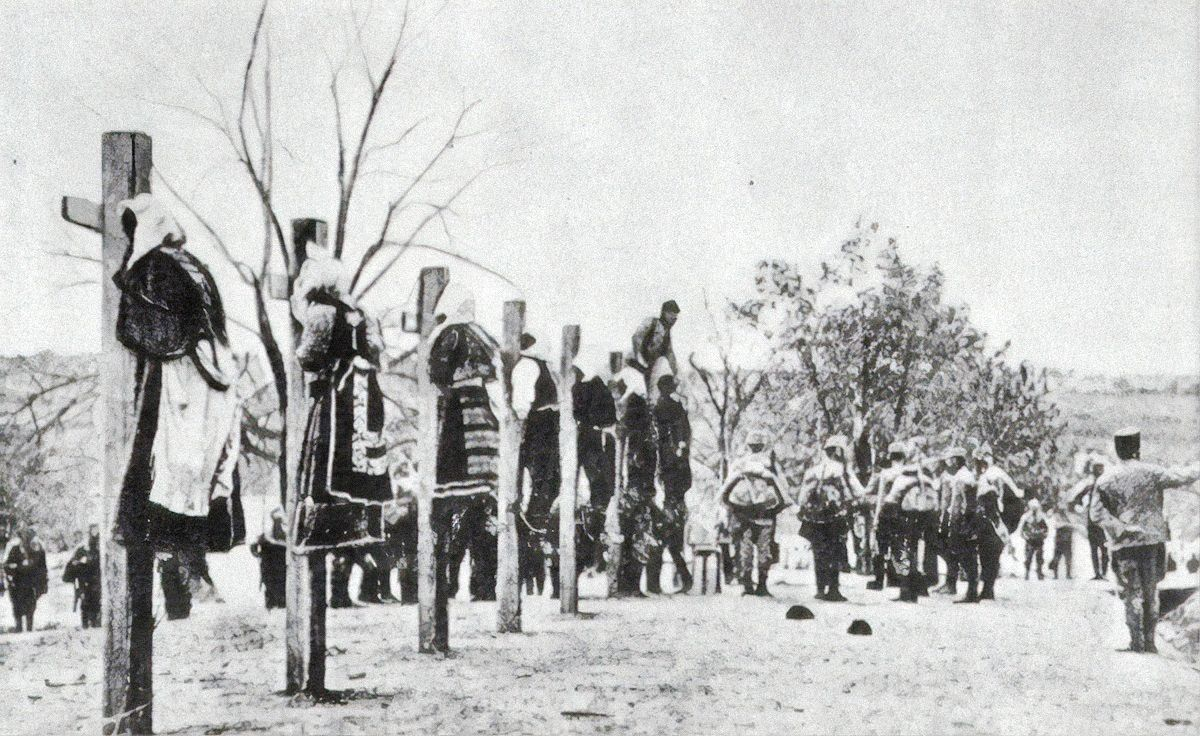
Hingerichtete serbische Zivilisten

In Galizien und in Bosnien wurden viele Zivilisten der eigenen Bevölkerung von der Armee ohne Gerichtsverfahren hingerichtet. Schätzungen vermuten bis zu 60.000 Opfer. Die Vorwürfe waren „russophile“ Neigungen, „Spionage“ und „Kollaboration“ mit dem Feind. Die „Strafaktionen“ und Repressalien gegenüber der Zivilbevölkerung nahmen derart drastische Ausmaße an, dass von einem systematischen Krieg gegen die Zivilbevölkerung gesprochen werden kann. Wie viele zivile Opfer dieser Krieg forderte, ist bis heute nicht bekannt. Zeitgenössische Berichte sprechen allein für die k. u. k. Monarchie von bis zu 36.000 Menschen, die in den ersten Kriegsmonaten am Galgen starben. Zehntausende Ruthenen wurden ins k.k. Internierten-Lager Thalerhof verschleppt.
Am 17. August 1914 kam es im serbischen Städtchen Šabac zu einem Massaker an den Bewohnern. 120 Einwohner, meist Frauen, Kinder und alte Männer, die man zuvor in die Kirche gesperrt hatte, wurden von den Truppen auf Anordnung von Feldmarschalleutnant Kasimir von Lütgendorf im Kirchengarten erschossen und begraben. Massenhinrichtungen gab es in den ersten Kriegstagen auch in zahlreichen anderen nordserbischen Orten. Diese erfolgten planmäßig und auf höheren Befehl hin.
In der Region herrschte auch eine rege Partisanentätigkeit. Die Hinrichtung bewaffneter, aber nicht als Kombattanten gekennzeichneter Kämpfer war zu dieser Zeit auf allen Kriegsschauplätzen üblich.

## Kriegsjahr 1915

### Massendesertion
In diesem Jahr kam es unter anderem zu mysteriösen Vorgängen um eine angebliche oder tatsächlich stattgefundene Massendesertion aus den Infanterie-Regimentern Nr. 28 und Nr. 36. Beide Regimenter wurden wegen dieser Vorgänge zunächst unehrenhaft aufgelöst, die Fahnen eingezogen. Die genauen Umstände sind bis heute ungeklärt. So berichteten Augenzeugen des benachbarten Landwehr Infanterieregiments Nr. 6 aus Eger durchaus glaubhaft, die tschechischen Soldaten seien mit Mehrheit zu den Russen übergelaufen; dieser Version wird in den Feldakten der österreichisch-ungarischen Armee widersprochen. Vielmehr (so die Aufzeichnungen der k.u.k. Militärjustiz) seien die betreffenden Verbände im Kampf zerschlagen und die Mannschaft nahezu vollständig gefangen worden. Es ist durchaus wahrscheinlich, dass die Angelegenheit amtlicherseits heruntergespielt wurde, um die Kampfmoral der übrigen nicht zu gefährden oder zur Nachahmung anzuregen. Im Fall des IR 28 blieb nach dessen Auflösung ein Marschbataillon (Nr. XI) übrig, das aufgrund des Kriegseintritts Italiens nicht seinem Stammverband zugewiesen, sondern an der Südwestfront eingesetzt worden war, wo es sich in den ersten Isonzoschlachten besonders auszeichnete. Aufgrund dieser Leistungen beantragte das Kommando der Südwestfront im August 1915, das IR 28 aus diesem Bataillon wieder aufzustellen. Das Urteil des Feldgerichts der 28. ITD, welches das Regiment letztlich entlastete, folgte im Dezember 1915. Daraufhin wurde das IR 28 aus diesem XI. Marschbataillon nach seiner Rehabilitierung neu aufgestellt und wieder mit der Fahne beteiligt. Das IR 36 hingegen wurde im Mai 1915 nach den Vorfällen zur Gänze aufgelöst und die verbliebene Mannschaft aufgeteilt. Die Behörden legten den Fall rasch zu den Akten; auch später gab es keine Initiativen, das Regiment wieder aufzustellen oder zu rehabilitieren.

### Schlacht bei Gorlice-Tarnów
Anfang Mai 1915 begann eine Offensive der verbündeten deutschen und österreichischen Truppen mit dem Ziel, im Raum Gorlice die russische Front zu durchbrechen und dem Karpatenabschnitt Entlastung zu verschaffen. Gemeinsam glückte der 11. Deutschen Armee und der 3. und 4. österreichisch-ungarischen Armee am 2./3. Mai 1915 der Durchbruch in der Schlacht von Gorlice-Tarnów; er erreichte bereits nach einem Tag etwa 20 km Tiefe. Die russische Karpatenfront befand sich in voller Auflösung, die Verbündeten überschritten bei Jarosław den San und konnten im Juni die Festung Przemyśl zurückerobern.
Nach dem Durchbruch deutscher Truppen zwischen Gródek und Magierów am 20. Juni 1915 wurde durch die k.u.k. 2. Armee am 22. Juni 1915 auch Lemberg zurückerobert, womit der Zustand vom Juni 1914 weitgehend wiederhergestellt war. Weitere Angriffe der Mittelmächte im Juli 1915 führten zur Einnahme von Cholm, Warschau und Brest-Litowsk.

### Kriegseintritt Italiens

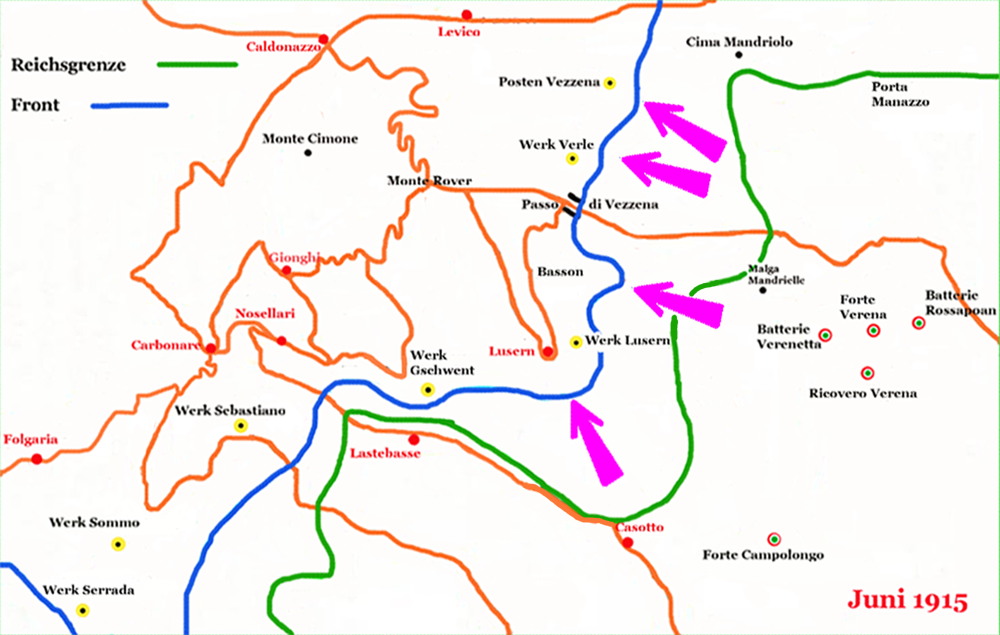
Italienische Angriffsschwerpunkte in Südtirol

Bei Ausbruch des Ersten Weltkrieges hatte Italien sich für neutral erklärt; es deutete den Dreibundvertrag mit Deutschland und Österreich-Ungarn als einen reinen Verteidigungspakt.
Italien führte mit Staaten der Gegenseite Geheimverhandlungen in London; Italien drängte unter anderem darauf, slawische Gebiete an der Adria zu bekommen. Nachdem Russland dem zugestimmt hatte, kam der Geheimvertrag von London am 26. April 1915 zustande. Am 23. Mai 1915 erklärte Italien Österreich-Ungarn den Krieg.
Dadurch sah sich das Oberkommando einem weiteren Kriegsschauplatz gegenüber, für dessen Ausstattung keinerlei Ressourcen frei waren. Lediglich fünf Infanterie-Truppendivisionen (Nr. 90–94) der zweiten Kategorie und 49 Batterien Artillerie mit zum Teil erheblich veralteten Kanonen konnten aufgeboten werden. Dazu kamen zwei Eskadronen Reserve-Kavallerie, 39.000 Standschützen und als Rückgrat der Italienfront die teilweise stark veralteten Befestigungswerke der österreichisch-ungarischen Grenzsicherung. Als Verstärkung schickte Deutschland das Alpenkorps, einen Verband in Divisionsstärke, der jedoch die italienische Grenze nicht überschreiten durfte, da sich Deutschland und Italien zu diesem Zeitpunkt noch nicht im Kriegszustand befanden. Der italienische Generalstabschef General Cadorna zögerte, weil er sich über die ihm tatsächlich gegenüberstehenden Kräfte täuschen ließ. Die Standschützen hatten alle strategisch wichtigen Gipfel unverzüglich besetzt und dadurch eine Truppenstärke suggeriert, die zu keiner Zeit vorhanden war. Cadorna zögerte den Angriffszeitpunkt immer wieder hinaus, weil er der Meinung war, seine Verbände seien noch nicht stark genug für einen Generalangriff auf Südtirol. Letztendlich verschaffte er damit dem österreichischen Oberkommandierenden der Südwestfront Generaloberst Erzherzog Eugen die benötigte Zeit, um Verstärkungen heranzuführen. Cadorna erkannte nicht (oder wollte nicht erkennen), dass er zu jedem Zeitpunkt seinem Gegner sowohl personell als auch materiell erheblich überlegen war. Intensive Kampfhandlungen fanden in Südtirol lediglich vor dem österreichisch-ungarischen Festungsriegel Lavarone/Folgaria statt, wo die Italiener große artilleristische Anstrengungen unternahmen, die Werke Verle, Lusern und Vezzena niederzukämpfen und auch massive Infanterieangriffe vortrugen. Ziele dieser Angriffe waren die Valsugana und der Lago di Caldonazzo. Hier hätte man die Festung Trient umgehen und durch das Etschtal nach Norden in Richtung Bozen vordringen können. Warum man die österreichische Front an der stärksten Stelle berannte, ist heute nicht mehr nachvollziehbar. Die von Italien erhofften und etwa von Gabriele D’Annunzio immer wieder propagierten Massendesertationen italienischsprachiger k.u.k. Soldaten blieben aus. Die Mehrheit der einfachen Bevölkerung des Trentino und des Küstenlandes, der sogenannten irredenti – (der Unerlösten), die auch die Soldaten stellen mussten (etwa die Hälfte der Kaiserjäger bestand aus Trientinern), wollte lieber bei Österreich bleiben und nicht zu Italien wechseln. Das beeinflusste auch die Kampfmoral dieser Soldaten, was dazu führte, dass 1916 unter den italienischen Infanteristen ein Bonmot kursierte Dio ci liberi degli irredenti! („Gott befreie uns von den Unerlösten!“).
Nach dem Kriegseintritt Italiens wurde das Land in der österreichischen Öffentlichkeit zum neuen „Hauptfeind“. Italien war einerseits ein alter Gegner, gegen den man die letzten Erfolge auf dem Schlachtfeld erzielt hatte, andererseits ein offizieller Verbündeter innerhalb des Dreibundes. Obwohl man nie großes Vertrauen in die Loyalität Italiens gesetzt hatte, folgte die Mehrheit der österreichischen Bevölkerung der Empörung des Kaisers Franz Joseph („Ein Treubruch, dessengleichen die Geschichte nicht kennt“). Gleichzeitig bestärkte der Eintritt die öffentliche Meinung in der „gerechten Sache“ des Krieges.
Gegen die italienischen Großmachtbestrebungen an der östlichen Adria waren plötzlich auch die vorher, gegen Serbien und Russland, wenig motivierten slawischen Soldaten der Monarchie einsatzbereiter. Der Krieg gegen Italien brachte unter den Völkern der Monarchie eine Stimmung hervor, die fast einem gesamtösterreichischen Nationalgefühl ähnelte.

### Isonzo

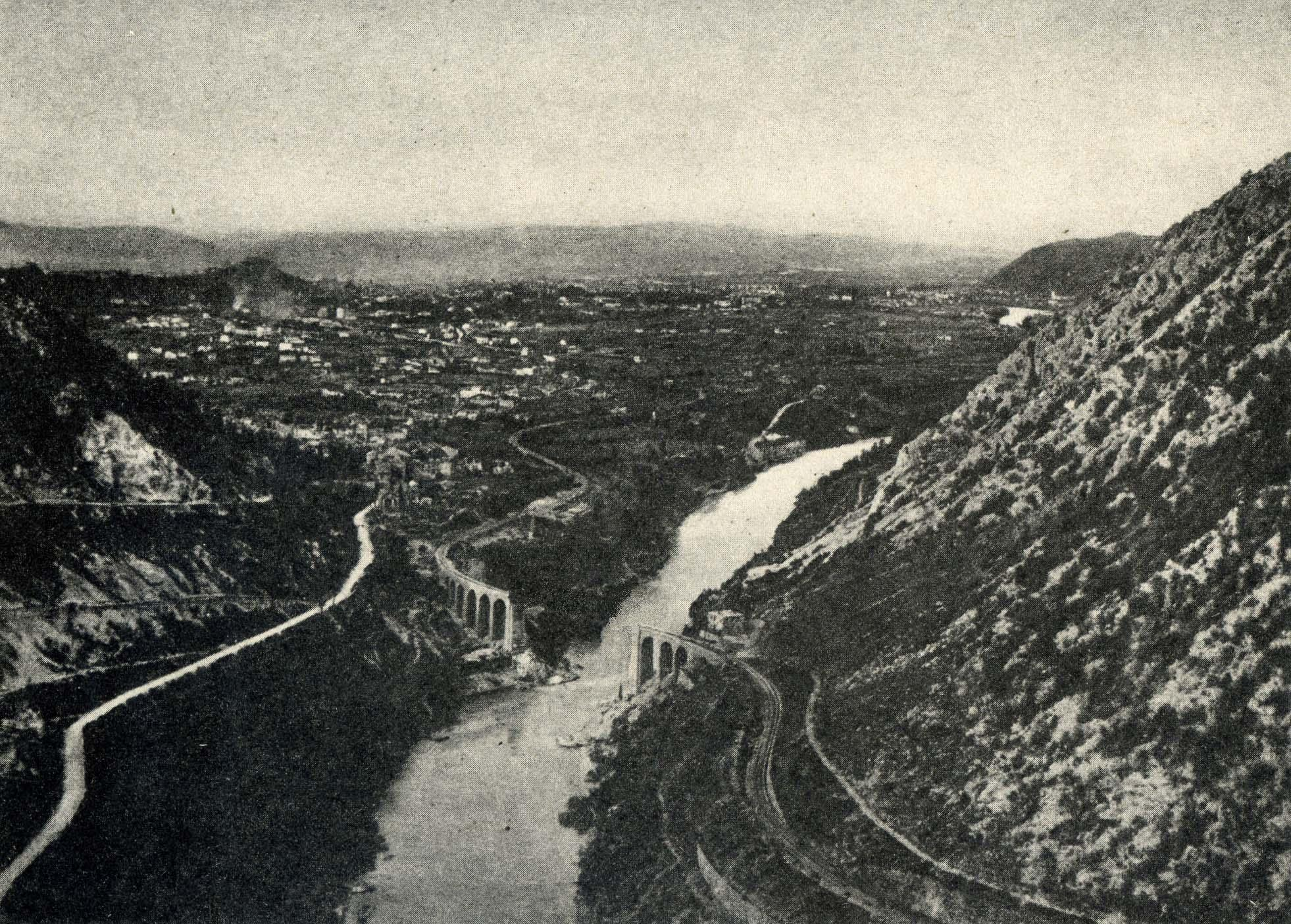
Görz (links) und der Isonzo

Der zweite Schwerpunkt der italienischen Angriffe war das Gebiet im südlichen Isonzoabschnitt und mit ihm die Periode der Isonzo-Schlachten, bei denen man nicht so zögerlich vorging wie in Tirol. Getragen von der Welle der Begeisterung über die nunmehr endlich anstehende Befreiung der unerlösten Gebiete war man in Italien optimistisch, die Stadt Triest alsbald in den Schoß der Mutter Italia heimzuholen (Gabriele d’Annunzio). Die italienische 3. Armee sollte zwischen Monfalcone und Sagrado zum Hochplateau von Doberdo durchbrechen, die 2. Armee zwischen dem Monte Sabotino und Podgora. Minimalziel war die Eroberung des Brückenkopfes bei Görz, die Überquerung des Isonzo, Eroberung der Berge Kuk und Priznica (Höhe 383, östl. von Plava), sowie ein Angriff auf den Brückenkopf bei Tolmein. Strategisches Ziel war der Durchbruch nach Triest, dann weiter zur ungarischen Tiefebene, wo man sich mit russischen Truppen vereinigen und so Österreich von Ungarn abtrennen wollte.

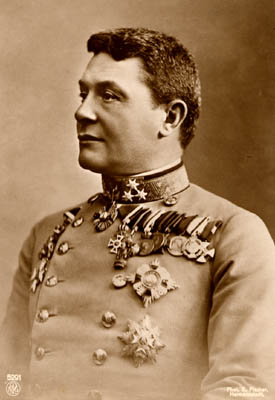
Hermann Kövess von Kövesshaza

In einem Tagesbefehl vom Mai 1915 hatte General Cadorna seiner 2. und 3. Armee aufgetragen, mit energischen und überraschenden Aktionen unverzüglich nach der Kriegserklärung auf österreichisch-ungarisches Staatsgebiet vorzudringen. So begann am 23. Juni die Erste Isonzoschlacht. Sie dauerte bis zum 7. Juli und brachte nicht den gewünschten Erfolg. Bis zum Ende des Jahres sollte General Cadorna noch dreimal (Zweite Isonzoschlacht – 17. Juli bis 10. August / Dritte Isonzoschlacht – 18. Oktober bis 5. November / Vierte Isonzoschlacht – 10. November bis 11. Dezember) angreifen lassen, konnte jedoch wiederum nur geringfügige Geländegewinne erzielen.
Personalverluste der 1.–4. Isonzoschlacht (Gefallene, Verwundete, Vermisste, Gefangene)
|                   | Österreich-Ungarn | Italien |
| ----------------- | ----------------- | ------- |
| 1. Isonzoschlacht | 10.000            | 15.000  |
| 2. Isonzoschlacht | 46.000            | 42.000  |
| 3. Isonzoschlacht | 42.000            | 67.000  |
| 4. Isonzoschlacht | 25.000            | 49.000  |

### Zweiter Serbischer Feldzug
Am 6. September schloss Bulgarien mit den Mittelmächten eine Militärkonvention und trat in den Krieg ein. Hauptgrund für Bulgarien war der Versuch, die im Zweiten Balkankrieg verlorenen makedonischen Gebiete zurückzugewinnen, während sich Deutschland und Österreich-Ungarn davon eine Landverbindung zum Osmanischen Reich versprachen. Auch war es damit nun möglich, Serbien von drei Seiten her anzugreifen. Dazu wurde eine Heeresgruppe unter dem Kommando des deutschen Generalfeldmarschalls August von Mackensen aufgestellt. Sie umfasste die österreichisch-ungarische 3. Armee unter General der Infanterie Hermann Kövess von Kövesshaza, die deutsche 11. Armee unter General der Artillerie von Gallwitz und die bulgarische 1. Armee unter Generalleutnant Bojadjieff. Am 5. Oktober begann der Angriff und am 7. Oktober landeten österreichisch-ungarische Truppen am Nordrand von Belgrad. Zwei Tage später, nach erbitterten Straßenkämpfen, fiel die Stadt. Ein versuchtes Eingreifen der bei Saloniki stehenden britischen und französischen Truppen konnte von den bulgarischen Streitkräften abgeriegelt werden. Den Überresten der serbischen Armee blieb nur die Flucht an die albanische Adriaküste, wo sie von Schiffen der Entente aufgenommen und nach Korfu gebracht wurden.

### Kämpfe in Palästina
Österreich-Ungarn war den deutsch-türkischen Geheimverträgen vom 2. August 1914 und 11. Januar 1915 in Form eines Notenwechsels beigetreten. Man wollte auf wirtschaftspolitischem Gebiet im Osmanischen Reich gegenüber dem deutschen Bündnispartner nicht nachstehen. Um den politischen Einfluss im Osmanischen Reich zu stärken, entsendete man (ebenso wie das deutsche Levantekorps) kleinere Militärkontingente dorthin. Hierbei handelte es sich um Artillerie, technische Truppen und motorisierte Transportkolonnen.

## Kriegsjahr 1916
Durch die Eroberung Serbiens Ende 1915 wurden die südslawische Frage aktuell und auch die Frage, in welches Verhältnis das unterworfene Serbien zur Monarchie gebracht werden sollte. Der Gemeinsame Ministerrat trat am 7. Januar 1916 unter dem Eindruck der zu erwartenden militärischen Entscheidung zusammen. Man war bestrebt, die Kriegsziele Österreich-Ungarns zu definieren (→ Kriegsziele im Ersten Weltkrieg).
Zu Beginn des Jahres 1916 begannen sich die Probleme abzuzeichnen, die zu schweren Krisen in den verbündeten Armeen führen sollten. Die persönliche Abneigung, die die beiden Generalstabschefs von Falkenhayn und Conrad von Hötzendorf gegeneinander hegten, wurde (zumindest von Falkenhayn) auch auf sein Arbeitsgebiet übertragen. Das führte von mangelnder Zusammenarbeit bis hin zur Nichteinbindung der k.u.k. Truppen in die strategisch einheitliche Ausrichtung von Operationen.
Die deutschen Verbände wurden völlig selbstständig geführt, wobei man die österreichischen Truppen stellenweise nur als Anhängsel betrachtete, auch wenn man ohne diese im Nordosten und auf dem Balkan nicht zu größeren Operationen fähig war.
Schwierigkeiten ergaben sich aus der unterschiedlichen Zielsetzung für das Jahr 1916. Die österreichisch-ungarische Führung hielt es für sinnvoll, den Schwerpunkt auf einen Sieg gegen Italien zu legen und diese Front zu liquidieren (was sich auf den gesamten Kriegsverlauf ausgewirkt hätte); dagegen zog der deutsche Generalstab es vor, sich auf die Schlacht um Verdun zu konzentrieren.

### Feldzug gegen Montenegro

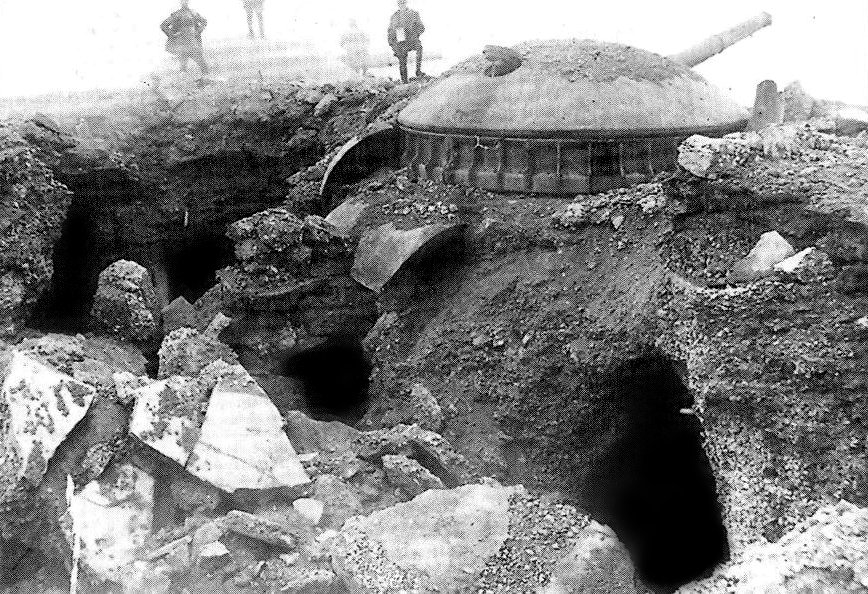
Zerstörte Geschützpanzerkuppel des Forte Monte Verena

Unabhängig davon verfolgte Conrad von Hötzendorf weiterhin seine eigene Strategie. Dazu gehörte es, zuerst auf dem Balkan Fakten zu schaffen und Montenegro niederzuringen. Er wollte die italienischen Brückenköpfe bei Durazzo und Valona eindrücken und die französische Orientarmee aus Saloniki vertreiben. Dazu wurden im Jänner die 3. Armee, verstärkt durch Truppen des Kommandierenden Generals von Bosnien, Herzegowina und Dalmatien auf Montenegro angesetzt. Daraufhin zog sich die kleine montenegrinische Armee kämpfend auf das befestigte Massiv des Lovćen zurück. Am 8. Jänner begannen massive Angriffe auf den Berg, wobei die österreichischen Truppen von der Schiffsartillerie der k.u.k. Kriegsmarine unterstützt wurden. Am 10./11. Jänner war der Lovćen zu großen Teilen erobert, die Reste der montenegrinischen Streitkräfte kapitulierten am 17. Jänner. Die Offensive wurde zunächst in Richtung Albanien weitergeführt und die italienische Armee gezwungen Durazzo zu räumen. Da nicht genug Truppen zur Verfügung standen, konnte die mögliche Besetzung von ganz Albanien allerdings nicht durchgeführt werden. Dadurch bestand zwischen den österreichisch-ungarischen Verbänden in Albanien und den deutsch-bulgarischen Truppen in Makedonien eine große Lücke in der Front, die offen bleiben musste.

### Frühjahrsoffensive gegen Italien
Da der k.u.k. Generalstab auf seinem Standpunkt beharrte, einen massiven Schlag gegen Italien zu führen, begann am 15. Mai, wegen schlechten Wetters mehrfach verschoben, die Offensive über die Hochfläche der Sieben Gemeinden im Bereich Lavarone/Folgaria Richtung Padua und Venedig. Eine geplante Zangenbewegung von der Isonzofront her, mit der die italienische Region Venetien abgeschnürt werden sollte, konnte nicht stattfinden, da Deutschland die hierfür erforderliche Unterstützung nicht bereitstellen wollte.
Die mit der verkleinerten Offensive beauftragte 11. Armee (Generaloberst Dankl) und die 3. Armee (Generaloberst von Kövess) konnten anfänglich Erfolge verzeichnen; unter anderem wurde die Hochfläche mit den italienischen Forts Monte Verena und Campolongo sowie Befestigungswerke im Val d’Astico (Forte Casa Ratti) erobert. Danach blieb die Offensive stecken. Das lag einerseits daran, dass die Italiener, nachdem sie erkannt hatten, dass vom Isonzo her keine Gefahr drohte, von dort mehr und mehr Truppen abzogen und an gefährdeten Stellen positionierten. Andererseits waren die Österreicher gezwungen, für die am 4. Juni gestartete Brussilow-Offensive Truppen abzuziehen und an die Nordostfront nach Wolhynien zu verlegen. Die Offensive an der Südtirolfront musste daher eingestellt werden. Man zog sich auf eine begradigte Frontlinie zurück und ging wieder in den Stellungskampf über.

### Die Brussilow-Offensive

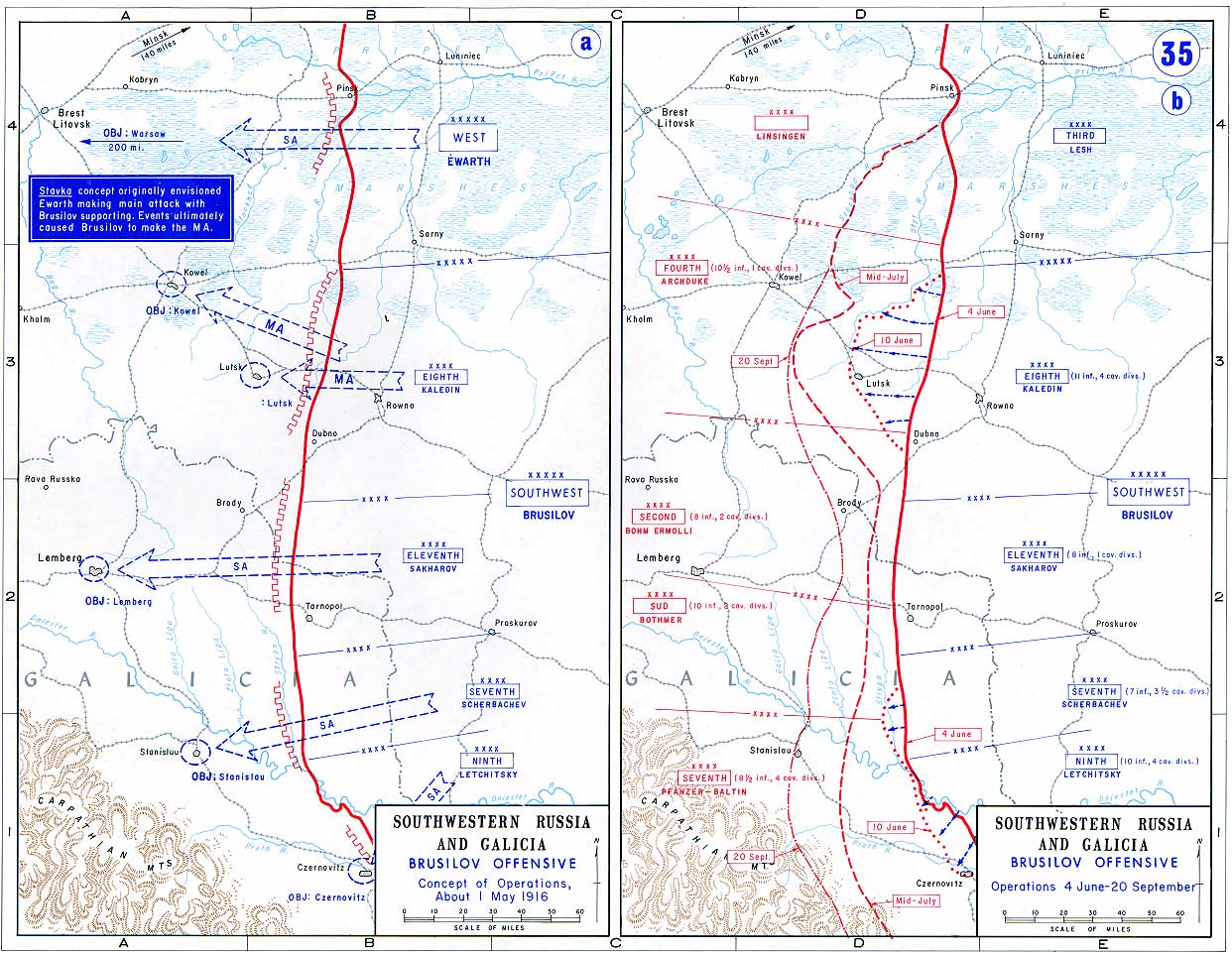
Auswirkungen der Brussilow-Offensive

Die Brussilow-Offensive wurde ein Desaster für die österreichisch-ungarischen Streitkräfte. Der Angriff war mit vier Armeen und starken Artilleriekräften nur für die russische Westfront geplant gewesen, wobei die Verbände an der Südwestfront unter General Brussilow lediglich unterstützend eingreifen sollten. Im Bereich der 4. österreichisch-ungarischen Armee wurden die gut ausgebauten Stellungen bei Luck einfach überrannt und ein Durchbruch von 85 Kilometern Breite erzielt, der bis zum 10. Juni eine Tiefe von 48 Kilometern erreicht hatte. Ebenfalls am 10. Juni gelang es den russischen Kräften, die Front im Bereich der 7. österreichischen Armee bei Okna aufzureißen. Ein mit herbeigeführten Reserven in Wolhynien gestarteter Entlastungsangriff erzielte nicht die gewünschte Wirkung, Luck konnte nicht zurückerobert werden. Am 17. Juni gelang den russischen Kräften die Eroberung von Czernowitz, womit auch die gesamte Bukowina verloren ging. Im Juli konnte die Nordostfront durch die Mittelmächte wieder halbwegs stabilisiert werden. Das Ergebnis waren Personalverluste von insgesamt 475.000 Mann (davon 226.000 Gefangene).

### Die 5.–9. Isonzoschlacht
Im Wissen, dass Deutschland nicht unterstützend eingreifen würde, begann die italienische Führung demonstrativ am 11. März die Fünfte Isonzoschlacht. Sie war gegen den Monte San Michele und den Monte San Martino gerichtet und hatte nur lokalen Charakter. Auf den Frontverlauf hatte sie keinerlei Auswirkungen. Ein erneuter Angriff am 4. August mündete in die Sechste Isonzoschlacht, die bis zum 15. August dauerte und in deren Verlauf es den Italienern gelang, die Stadt Görz, den Monte San Michele und die Hochfläche von Doberdo zu erobern. Vom 13. bis 17. September erfolgte die Siebte Isonzoschlacht, vom 9. bis 12. Oktober die Achte Isonzoschlacht und vom 31. Oktober bis 4. November die Neunte Isonzoschlacht, die zwar alle gewisse Geländegewinne erzielten, ein Durchbruch nach Triest konnte jedoch nach wie vor nicht erreicht werden. Im Verlauf dieser Schlachten hatte Österreich-Ungarn Verluste von etwa 100.000 Mann zu verzeichnen, Verluste, die nur sehr schwer zu ersetzen waren und die wegen weiterer zu erwartender Angriffe große Probleme aufwarfen.
Personalverluste der 5.–9. Isonzoschlacht (Gefallene, Verwundete, Vermisste, Gefangene)

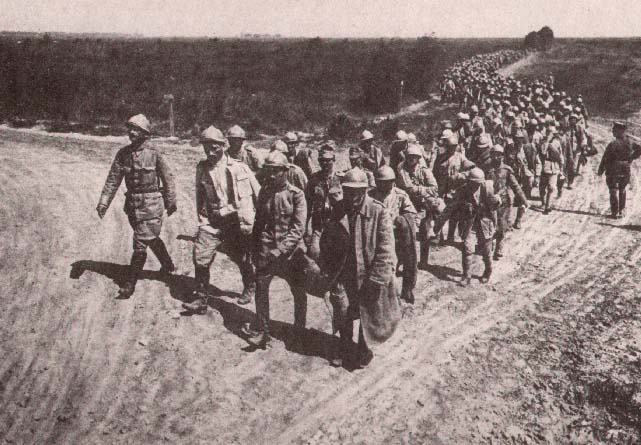
Rumänische Gefangene auf dem Weg zur Sammelstelle

|                   | Österreich-Ungarn | Italien |
| ----------------- | ----------------- | ------- |
| 5. Isonzoschlacht | 2.000             | 2.000   |
| 6. Isonzoschlacht | 42.000            | 51.000  |
| 7. Isonzoschlacht | 15.000            | 17.000  |
| 8. Isonzoschlacht | 20.000            | 25.000  |
| 9. Isonzoschlacht | 28.000            | 35.000  |

### Feldzug gegen Rumänien
Nach dem für Österreich-Ungarn desaströsen Verlauf des Sommers widerstand Rumänien nicht länger den alliierten Werbungen und trat am 27. August auf Seiten der Entente in den Krieg ein (→ Kriegsziele Rumäniens). Die Mittelmächte hielten die rumänische Armee auf Grund derer personellen und materiellen Ausstattung nicht für einen bedrohlichen Gegner; gleichwohl würde die strategische Lage des Landes seine Ausschaltung zwingend notwendig machen. Auf Seiten des Vierbundes waren jedoch nach der Brussilow-Offensive keine Verbände zu einer unmittelbaren Reaktion verfügbar. Man beschloss daher, vorerst abzuwarten und erst nach der Reorganisation der eigenen Kräfte aktiv zu werden. Diese Schwäche nutzend marschierten die Rumänen noch am Tag der Kriegserklärung in das zum Königreich Ungarn gehörende Siebenbürgen ein, die hier nur in geringem Umfang vorhandenen Grenzschutztruppen vor sich hertreibend. Dies machte eine Reaktion der Verbündeten zwingend erforderlich, die alles an noch verfügbaren Truppen mobilisierten und die 9. (deutsche) Armee unter General der Infanterie von Falkenhayn und die 1. (österreichisch-ungarische) Armee unter General der Infanterie Arz von Straußburg zur Rückeroberung von Siebenbürgen ansetzten.

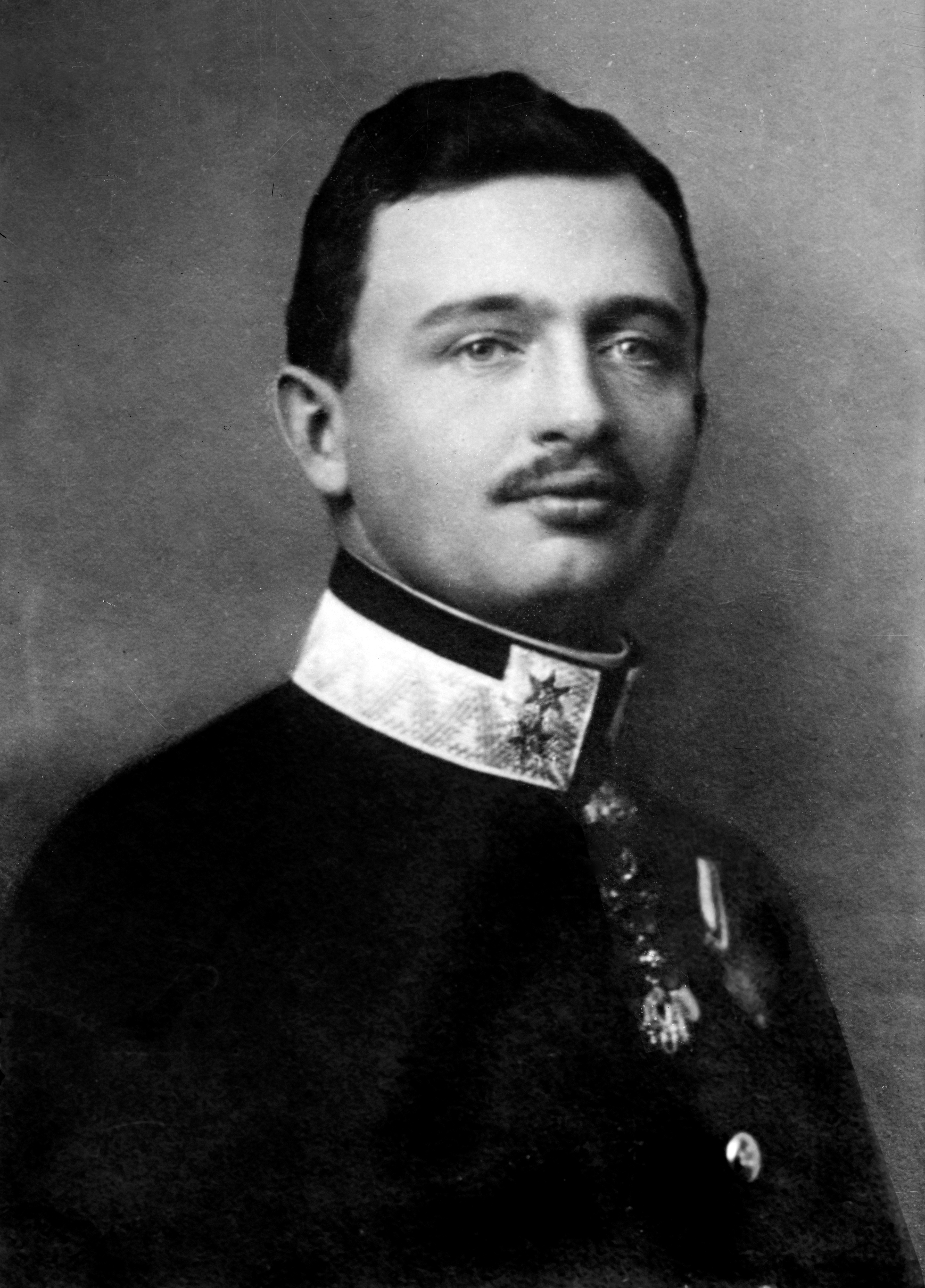
Kaiser Karl I.

Gleichzeitig griffen die Bulgaren in der Dobrudscha an und brachten den Rumänen einige schwere Niederlagen bei. Obwohl von den Russen eine Entlastungsoffensive gestartet wurde und die Entente-Truppen von Saloniki her angriffen, konnten sie die Niederlage der Streitkräfte Rumäniens nicht verhindern. Nach der Besetzung der Walachei konnte am 6. Dezember auch Bukarest eingenommen werden. Die restlichen Truppen Rumäniens kämpften vorerst weiter an der russischen Front. Dieses militärische Abenteuer kostete Rumänien fast 500.000 Mann an Gefallenen, Verwundeten und Kriegsgefangenen.

### Kaiser Karl I.
Am 21. November starb der Oberbefehlshaber Kaiser Franz Joseph I. nach 68 Regierungsjahren im 87. Lebensjahr. Ihm folgte sein Großneffe Carl Franz Joseph, der als Kaiser Karl I. von Österreich und König Karl IV. von Ungarn per Tagesbefehl vom 2. Dezember 1916 selbst den Oberbefehl über die gesamte bewaffnete Macht übernahm. Der bisherige Armeeoberkommandant Feldmarschall Erzherzog Friedrich blieb bis 11. Februar 1917 Stellvertreter des Monarchen in dieser Funktion und wurde dann von Karl I./IV. zur „allerhöchsten Disposition“ (und somit faktisch in die Reserve) gestellt. Generalstabschef Conrad wurde vom Monarchen am 1. März 1917 durch Arthur Arz von Straußenburg ersetzt. Am 3. November 1918 übergab Karl I./IV. das Oberkommando an Arz und bestellte am 4. November auf dessen Wunsch FM. Kövess zum (letzten) Armeeoberkommandanten. Am 6. November 1918 erteilte der Monarch den Demobilisierungsbefehl.
Im Gegensatz zu seinem Vorgänger, der Wien nicht ein einziges Mal zu einem Frontbesuch verlassen hatte, reiste der neue Oberbefehlshaber von einem Frontabschnitt zum anderen, erkundete die Lage und inspizierte die Truppenteile vor Ort.

### Versorgung
Die allgemeine Versorgungslage begann, sich ab diesem Jahr zusehends zu verschlechtern, obwohl die heimische Versorgungsindustrie steigende Produktionsziffern vorweisen konnte. So wurden vom 1. April 1915 bis zum 31. März 1916 der Armee die folgenden Mengen zur Verfügung gestellt:
2.622.900 / Stück Blusen
2.976.690 / Stück Hosen
1.328.090 / Stück Mäntel
3.948.060 / Paar Schuhe, Stiefel, Halbstiefel
6.237.700 / Garnituren Wäsche
134.220 / Stück Patronentaschen
446.848 / Stück Rucksäcke
665.400 / Stück Zeltblätter
125.250 / Stück Spaten
Allerdings wurde Quantität über Qualität gesetzt, was dann die „Normtragedauer“ erheblich verminderte: Monturstücke mussten alsbald repariert oder durch neue ersetzt werden.
Eine kontinuierliche Versorgung der Truppe erfolgte erst nach dem Erstarren der Frontlinien, als die Armeekörper begannen, selbstständig Monturdepots anzulegen und Reserven zu schaffen. Daraus resultierte ein sehr unterschiedlicher Bekleidungsstand. Während bei der einen Truppendivision sogar spezielle Arbeitskleidung ausgegeben werden konnte, hatten andere noch nicht einmal die benötigte Grundausstattung.

## Kriegsjahr 1917
Das Jahr 1917 begann mit strukturellen Änderungen in der Armee. Im Februar wurde der bisherige Generalstabschef Conrad von Hötzendorf abgelöst und (ähnlich wie sein deutscher Pendant Falkenhayn) wieder als Truppenführer eingesetzt. Man übertrug ihm das Kommando über eine Heeresgruppe an der Südwestfront. Nachfolger wurde General der Infanterie Arz von Straußenburg. Conrad hatte vor seiner Ablösung die Marschrichtung für das Jahr 1917 festgelegt, in der ein Befreiungsschlag gegen die Italiener am Isonzo gefordert wurde, um die Bedrohung von Triest und Laibach abzuwenden. Eine markante Änderung des äußeren Erscheinungsbildes war die Einführung des Stahlhelms. Nachdem die am Isonzo eingesetzten Truppenteile wegen der eminenten Gefährdung durch Steinsplitter immer dringender einen effektiven Kopfschutz gefordert hatten, lief die Maschinerie langsam an. Da eine entsprechende Produktionslinie nicht vorhanden war, wurden zunächst in Deutschland Stahlhelme bestellt und bis zur Aufnahme der Eigenproduktion im Mai 1917 auch 124.000 Stück geliefert. Die Lieferungen aus Deutschland – insgesamt 416.000 Stück – dauerten bis Jänner 1918. Mit dem Berndorf Helm und dem Dolchmesser Muster 1917 konnten eigenständige Entwürfe für dringend benötigtes Material präsentiert werden.

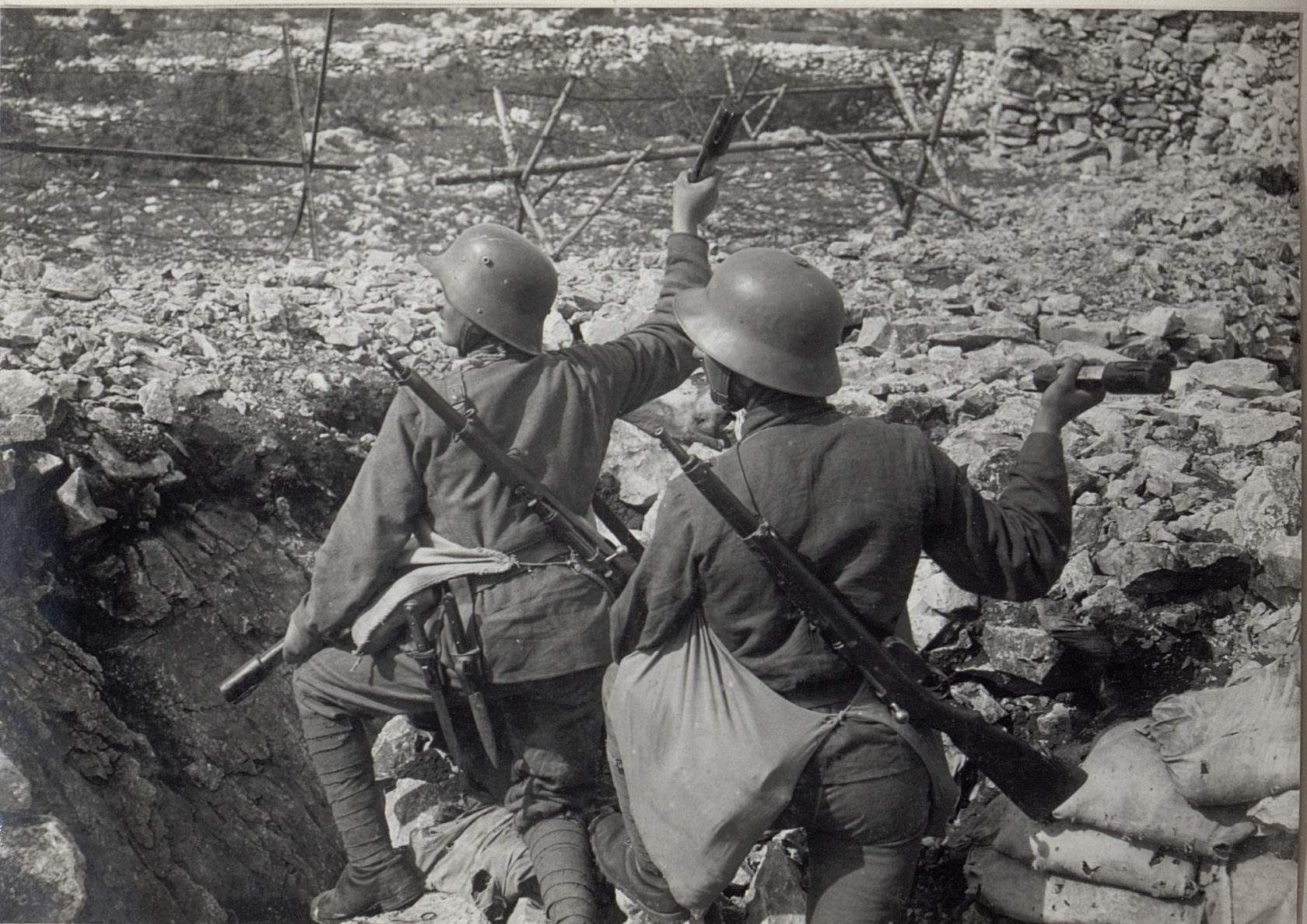
Infanterie mit dem neuen Stahlhelm, links deutsche, rechts der österreichische Berndorf Helm – der linke Soldat trägt neben einem Bajonett ein Dolchmesser Muster 1917.

### Konzeptänderung der Infanterie
Inzwischen hatte sich das Wesen des Krieges grundsätzlich geändert. Die Infanterieangriffe im Stil des Jahres 1914 waren bei den ausgebauten Stellungssystemen und der Artilleriemassierung nicht mehr möglich. Die Deutsche Armee hatte diese Problematik erkannt und 1915/16 an der Westfront mit der Taktik der Stoßtrupps bzw. Sturmtrupps begonnen die ersten Einheiten diesbezüglich auszubilden. Die österreichisch-ungarische Armee übernahm diese Taktik ebenfalls und stellte Sturmbataillone zunächst auf Armeeebene, später auch auf Truppendivisionsebene auf.

### Situation in Russland
In Russland hatte sich die Situation aufgrund der immer schlechter werdenden Versorgungslage dramatisch verändert. Unruhen der Bevölkerung im Hinterland sollten von der Armee niedergeschlagen werden. Die Weigerung verschiedener Regimenter auf wehrlose Zivilisten zu schießen führte am 12. März zur Meuterei in St. Petersburg, zum Ausbruch der russischen Revolution und zur Abdankung des Zaren. Die Auswirkungen auf die Fronttruppen waren desaströs: Auflösungserscheinungen wurden immer offensichtlicher, ganze Einheiten liefen geschlossen zu den deutschen oder österreichisch-ungarischen Linien über. Die Revolutionsregierung unter Kerenski versuchte ihrer Bündnispflicht gegenüber der Entente dennoch weiterhin nachzukommen und setzte am 29. Juni die sogenannte Kerenski-Offensive gegen die Mittelmächte in Gang.

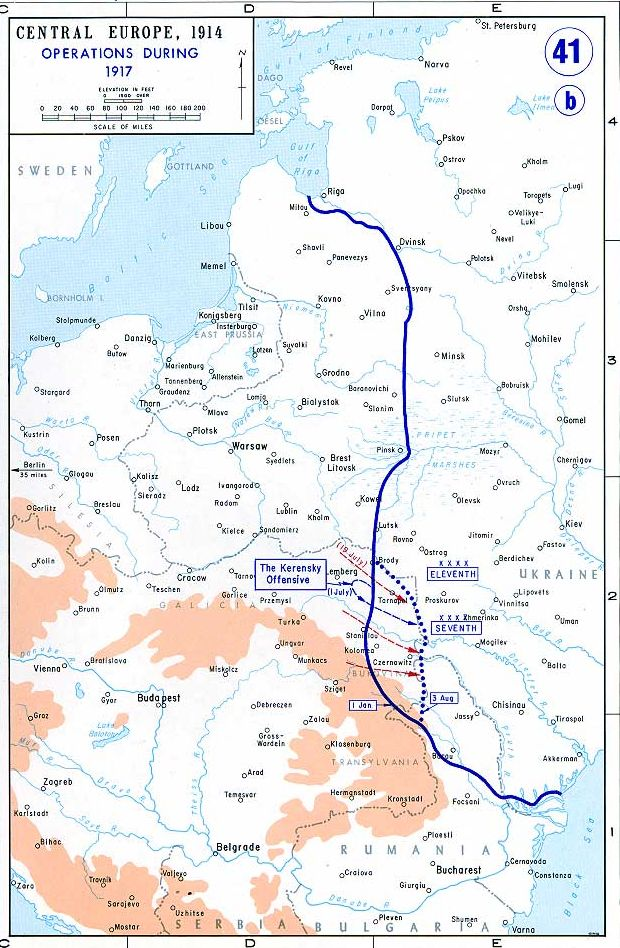
Die Kerenski-Offensive

Mit den zur Verfügung stehenden Truppen und Material (teilweise bereits aus britischen Hilfslieferungen) sollte gegenüber der österreichisch-ungarischen 2. und 3. Armee ein Durchbruch nach Lemberg versucht werden. Dies auch unter dem Aspekt, dadurch die innenpolitischen Schwierigkeiten zu neutralisieren. Bei Zborow wurde russischerseits eine, aus Fahnenflüchtigen und Kriegsgefangenen gebildete tschechische Infanterie-Brigade eingesetzt, die hier auf zwei böhmische Infanterie-Regimenter traf, die wenig Anstalten machten auf ihre Landsleute zu schießen. Hier begannen sich erstmals die Anzeichen der schwindenden Loyalität mit dem Kaiserreich abzuzeichnen.
Die russische Offensive brach an der 3. Reservestellung der Österreicher zusammen, wobei im Nachhinein Kerenski, der die Führung selbst übernommen hatte, hochgradiger Dilettantismus bescheinigt wurde, was auch ein Grund für den Fehlschlag war. Am 19. Juli begann die Gegenoffensive, denen die demoralisierten russischen Truppen nichts mehr entgegenzusetzen hatten. Bis Mitte August waren Ostgalizien und die Bukowina zurückerobert, die Reichsgrenze war wieder erreicht. Die Kämpfe gingen wieder in einen Stellungskrieg über.

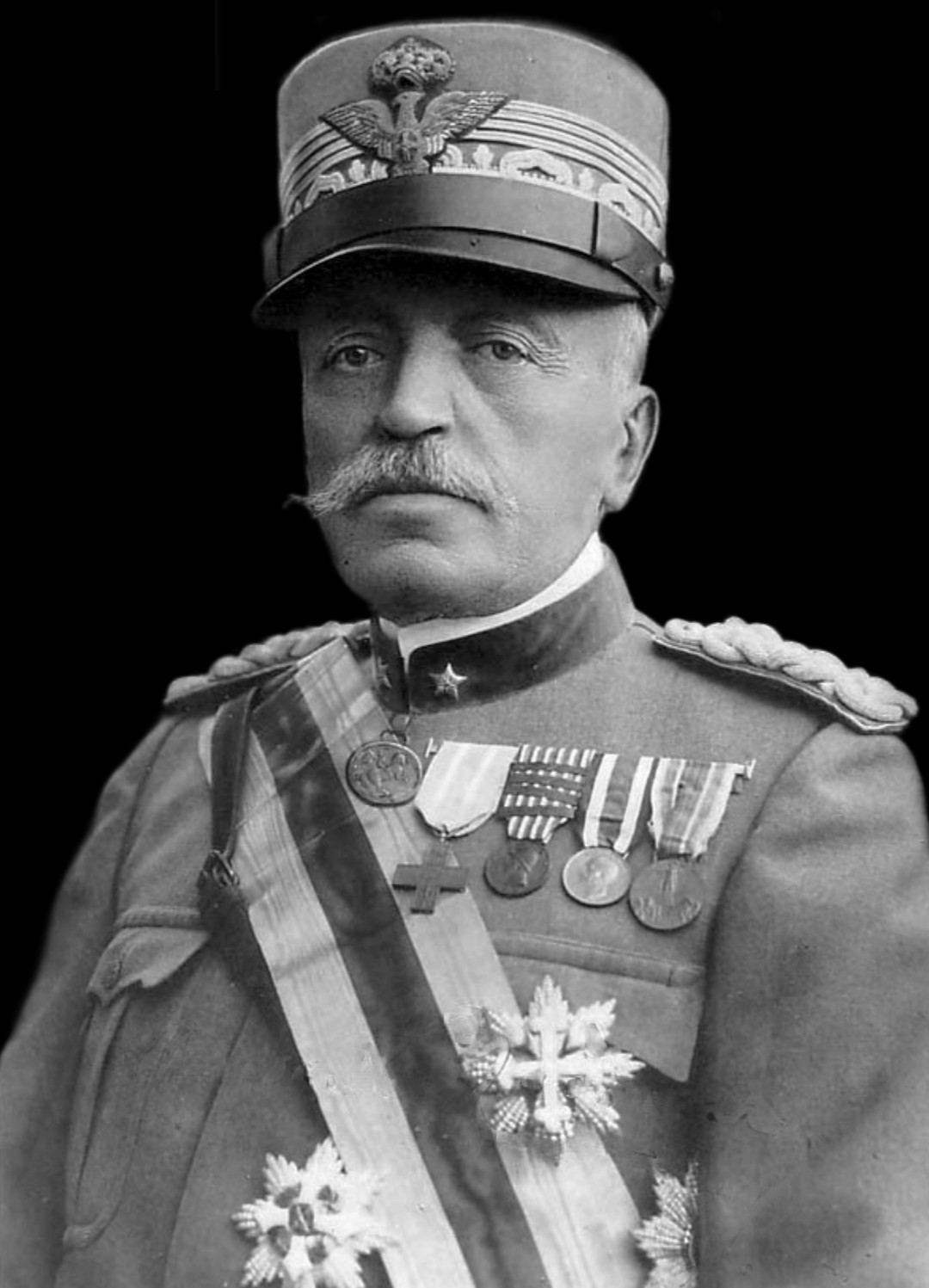
Der italienische Stabschef General Cadorna

### Die 10. und 11. Isonzoschlacht
An der Südwestfront dauerte es bis Mitte Mai, um die italienische Armee wieder kampf- und angriffsbereit zu machen. General Cadorna begann am 12. Mai die Zehnte Isonzoschlacht, die bis zum 5. Juni andauerte. Nach einem 2½-tägigen, in dieser Intensität bisher noch nicht gekannten Trommelfeuer auf dem ganzen Frontabschnitt von Tolmein bis zur Adria erfolgte der Hauptangriff südlich von Görz, wiederum mit dem Ziel des Durchbruchs nach Triest. Obwohl die Österreichisch-Ungarischen Truppen zähen Widerstand leisteten, gelangen den Italienern zahlreiche Einbrüche und der Kommandant der 5. Armee, Generaloberst Boroevic musste frühzeitig Reserven heranführen. Am 23. Mai führte Cadorna einen zweiten schweren Schlag, sodass sich die österreichisch-ungarische Führung veranlasst sah, Truppen zur Verstärkung aus der Nordostfront abzuziehen. Des Weiteren wurden Verbände aus Tirol und Kärnten herangeführt. In Gegenangriffen gelang es den k.u.k. Kräften, am 4. Juni die sogenannte Flondarstellung zurückzuerobern. Damit beschränkten sich die italienischen Geländegewinne lediglich auf den Gipfel der Kuk-Höhe, die Bildung eines Brückenkopfes auf dem linken Ufer des Isonzo und dessen Behauptung.
Am 17. August griff Cadorna in der Elften Isonzoschlacht die ausgelaugten Verbände der österreichischen 5. Armee erneut an. Mit seiner bisher stärksten Truppenmassierung schaffte er es, an mehreren Stellen den Isonzo zu überqueren und das Hochplateau Bainsizza zu erobern. Gleichzeitige Angriffe der italienischen 3. Armee auf die Anhöhe Hermada scheiterten trotz Geländegewinns. Wie so oft zögerten die italienischen Befehlshaber bei der konsequenten Ausnutzung der erzielten Teilerfolge. Der österreichische Oberbefehlshaber Boroević konnte seine Truppen daher in der zweiten Verteidigungslinie sammeln und sich eingraben lassen. Die neue Frontlinie verlief im Gebiet der italienischen 2. Armee nach der Schlacht auf der Linie: Monte Santo (Kote 682) – Vodice (Kote 652) – Kobilek (Kote 627) – Jelenik (Kote 788) – Levpa. Im Abschnitt der 3. italienischen Armee verlief sie auf der Linie: Log – Hoje – Zagorje – San Gabriele.

### Die 12. Isonzoschlacht

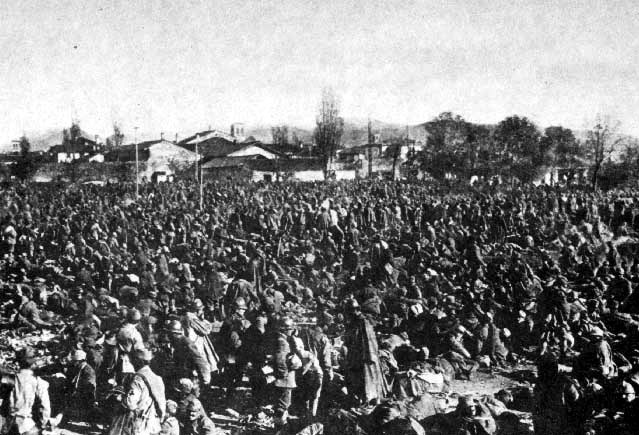
Gefangene Italiener bei Cividale

Im österreichisch-ungarischen Hauptquartier in Baden bei Wien hatte man erkannt, dass ein weiterer derartiger Angriff von den eigenen Truppen nicht mehr abgewehrt werden konnte. Um nicht überrannt zu werden, musste man selbst die Initiative ergreifen. Nach Absprache mit dem deutschen Bündnispartner, der sieben Divisionen, zahlreiche Artillerie-, Minen- und Gaswerferverbände als 14. Armee unter General der Infanterie von Below zur Verfügung stellte, zog man die bisherige 1. und 2. Isonzoarmee zur Heeresgruppe Boroevic zusammen, um in der als Zwölfte Isonzoschlacht bekannten Kampfhandlung gegen die italienische Isonzofront anzugreifen.

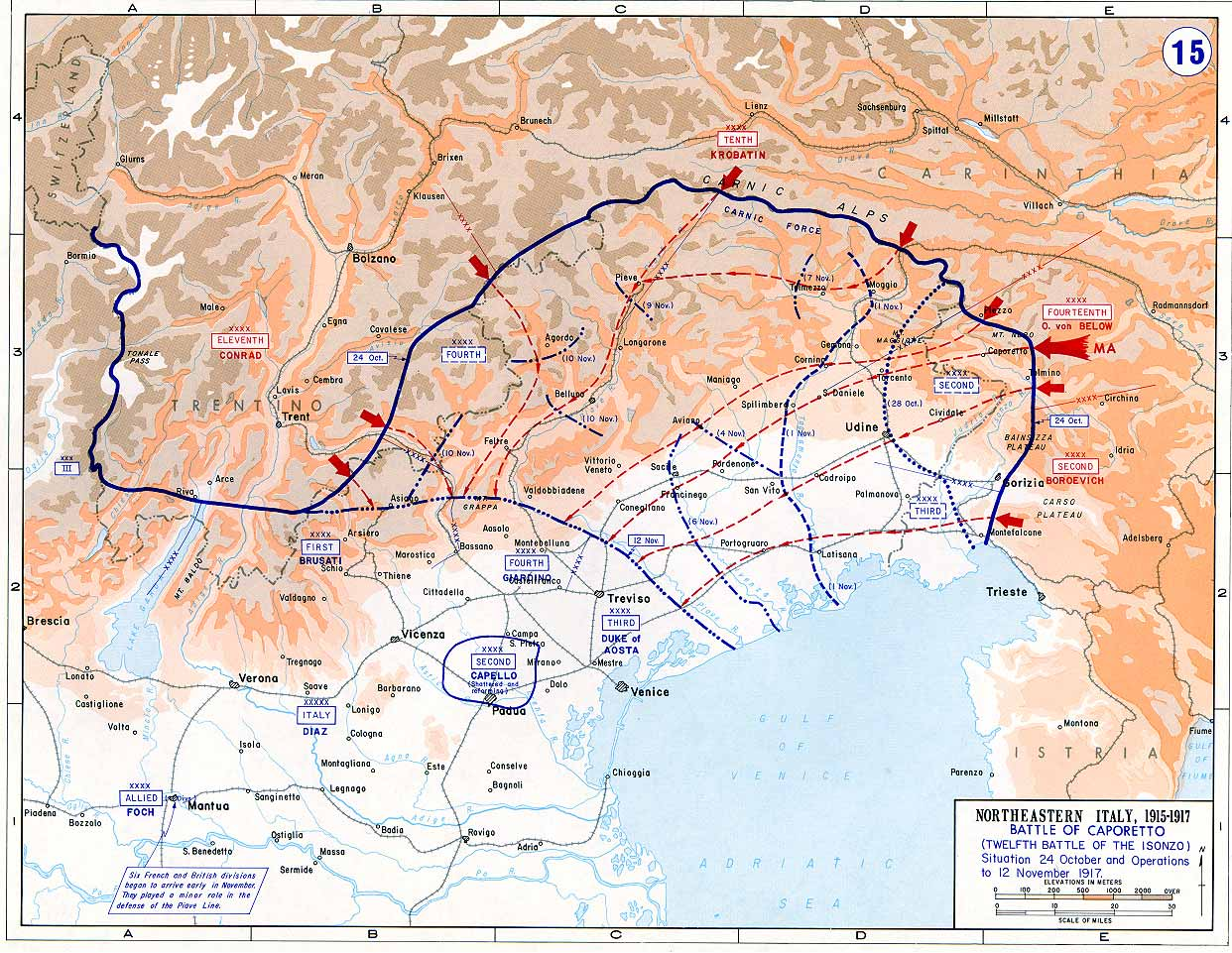
Ausgangslage der 12. Isonzoschlacht und Lageentwicklung bis zum 12. November 1917

In der zwölften Isonzoschlacht (auch Schlacht von Karfreit, italienisch Battaglia di Caporetto) fanden sich die italienischen Truppen plötzlich in der ungewohnten Rolle des Angegriffenen wieder. Obwohl der Angriffszeitpunkt von übergelaufenen tschechischen und ruthenischen Offizieren verraten worden war, zögerte man auf italienischer Seite wiederum, geeignete Gegenmaßnahmen anzuordnen. Am 24. Oktober begann die Artillerievorbereitung der verbündeten Truppen, das in ungewöhnlich starkem Maße aus Gasbeschuss bestand. Dadurch waren bereits am Morgen im Raum Flitsch und Tolmein tiefe Einbrüche erzielt und unzählige Gefangenen gemacht worden. Trotz der immer noch zahlenmäßigen Überlegenheit der italienischen Truppen ermöglichten die viel zu dicht besetzten vorderen Gräben und der falsche Einsatz der Reserven den operativen Durchbruch.
Am 27. Oktober brach die italienische 2. Armee komplett zusammen. Am 28. Oktober konnte Udine eingenommen werden, das Hauptquartier des General Cadorna, der mit seinem Stab erst einige Stunden zuvor geflüchtet war. Auch die italienische 3. Armee musste sich zurückziehen, da sie sonst Gefahr lief, eingekesselt zu werden. Görz fiel ohne Widerstand an die österreichisch-ungarischen Truppen.
Bis dahin hatte die italienische Armee etwa 200.000 Gefangene und eine erhebliche Menge an Kriegsgerät verloren. Von diesem Erfolg selbst überrascht, befahl das Kommando der Südwestfront die Verfolgung zunächst bis an den Tagliamento, der bereits am 31. Oktober problemlos überschritten werden konnte.

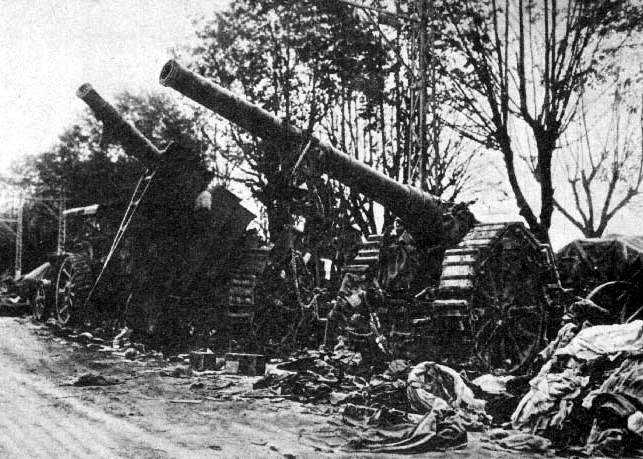
Zurückgelassene italienische Langrohrgeschütze 149/35 Mod. 1901

Als weitere Auswirkung auf die italienischen Truppen an der Front der Karnischen Alpen und der Dolomiten, die hier jetzt plötzlich in der Luft hingen, musste die 4. Armee (General Giardino) alle eroberten und behaupteten Stellungen schnellstens aufgegeben und damit den Österreichern überlassen.
Die nachdrängende k.u.k. 10. Armee unter Feldzeugmeister von Krobatin und 11. Armee unter Generaloberst Conrad von Hötzendorf durchbrachen die italienischen Sperrriegel bei Pieve di Cadore, Belluno und im Valsugana; sie kamen über die Linie Asiago – Monte Grappa aber nicht hinaus. Am 1. November konnte der Piave überschritten und auf dem westlichen Ufer Brückenköpfe eingerichtet werden. Die italienische Regierung erwog bereits eine Umsiedlung in den Süden des Landes, da sich westlich des Piave ein militärisches Vakuum aufgetan hatte. Am Piave jedoch kam der Vormarsch zum Stillstand. Die Gründe dafür sind unklar; es dürfte an der Erschöpfung der Truppe, den überdehnten Nachschubwegen und/oder der schlechten Versorgungslage generell gelegen haben. Obwohl die italienische Armee völlig demoralisiert und am Ende war, konnte Österreich-Ungarn den Krieg hier nicht gewinnen, da die Alliierten unverzüglich begannen, Truppen nach Norditalien zu verlegen, um den Stoß aufzufangen. Am 10. November mussten man die westlichen Brückenköpfe am Piave wieder aufgeben. Mit Hilfe der USA konnten die existenzbedrohenden italienischen Materialverluste schnell wieder ausgeglichen werden. Am Korsett der französischen Unterstützungsdivisionen richtete man die Armee wieder auf.
| Gesamtverluste     | Österreich-Ungarn | Italien  |
| ------------------ | ----------------- | -------- |
| 10. Isonzoschlacht | 40.000            | 63.000   |
| 11. Isonzoschlacht | 100.000           | 150.000  |
| 12. Isonzoschlacht | 5.000             | >300.000 |

## Kriegsjahr 1918
Zu Jahresbeginn waren noch 4.410.000 Mann im Dienst befindlich, 2.850.000 davon an der Front und 1.560.000 bei den Einsatzkörpern, militärischen Behörden, Kommandos und Anstalten in der Heimat.

### Versorgung
Auch die in der Zwölften Isonzoschlacht erbeutete Masse an Material konnte über die immer schwieriger werdende Versorgungslage nicht hinwegtäuschen. Das Land blutete mehr und mehr aus; viele Ressourcen gingen zur Neige. Militärische Nachschubgüter hatten Vorrang; von der Rüstungsgüterindustrie wurden Höchstleistungen verlangt (siehe auch Kriegswirtschaft); der zivile Sektor kam zu kurz. Durch die Handelsblockade der Alliierten bedingt (siehe auch Seeblockaden im Ersten Weltkrieg, Seekrieg im Ersten Weltkrieg), bekam die Truppe mehr und mehr minderwertiges Material (auch als „Gelumpe“ (= Plunder) bezeichnet), was Kampfkraft und Kampfmoral nicht förderlich war.

### Salonikifront
Da die Amerikaner noch nicht im vollen Umfang die ihnen zur Verfügung stehen Kräfte einsetzen konnten, stellten die Mittelmächte im Frühjahr 1918 militärisch immer noch eine nicht zu unterschätzende Kraft dar. Jedoch begann die deutsche Oberste Heeresleitung jetzt Truppen von allen Fronten für die geplante Durchbruchsschlacht in Frankreich zusammenzuziehen. Hiervon betroffen war in erster Linie die Makedonienfront, in der die bereits geschwächten bulgarischen Truppen den Angriffen der Orientarmee der Entente nur noch bis September standhalten konnten. Danach erfolgte der militärische Zusammenbruch und die Kapitulation Bulgariens.

### Piavefront
An der Piavefront hat sich die Situation trotz der Frontverkürzung und der damit verbundenen Truppenverstärkungen nicht merklich verbessert. Die Italiener hatten die personellen und materiellen Verluste aus der 12. Isonzoschlacht ausgeglichen und mit dem neuen Stabschef General Armando Diaz, der den glücklosen General Cadorna nach dem Isonzo-Desaster abgelöst hatte, wehte ein frischer Wind durch die italienische Armee.

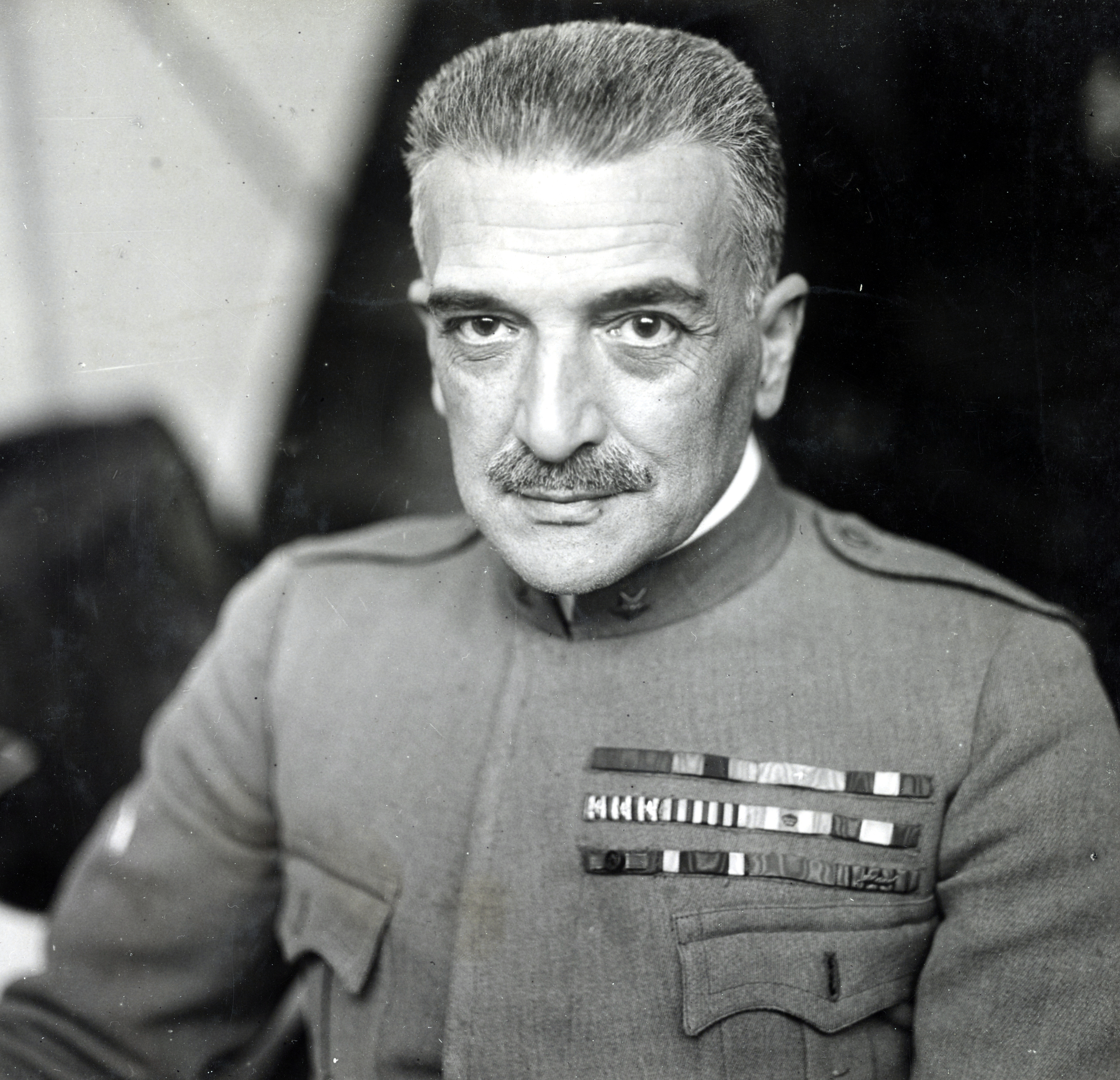
General Armando Diaz

Die deutsche Heeresleitung verlangte nunmehr von dem jetzigen österreichisch-ungarischen Generalstabschef Generaloberst Arz von Straußenburg die Bindung alliierter Truppen, um eine Verlegung an die Westfront zu verhindern. Da Arz von Straußenburg den Deutschen bedeutend freundlicher gegenüberstand als sein Vorgänger, wurde dieses Ersuchen sofort wohlwollend in Erwägung gezogen und eine begrenzte Offensive im Raum Monte Grappa mit einem Stoß zur Brenta in die Planung genommen. Der Kommandant der Heeresgruppe Tirol, Conrad von Hötzendorf, war jedoch der Meinung, man solle weiter nördlich zwischen Piave und Astico angreifen. Generaloberst von Boroevic hingegen sah die größten Erfolgsmöglichkeiten an der südlichen Piave. Arz von Straußberg konnte sich gegenüber seinen beiden Truppenführern nicht durchsetzen und befahl einen Kompromiss, dergestalt Boroevic in einer Zangenbewegung Richtung Venedig angreifen, die 3. Italienische Armee des General Herzog von Aosta vernichten und dann nach Norden auf Padua zu einschwenken sollte. Conrad von Hötzendorf sollte mit der 11. Armee nach Süden angreifen die 1. italienische Armee des General Brusati ausschalten und über Vicenza ebenfalls nach Padua vorstoßen. Damit wäre die Zange geschlossen und die 4. italienische Armee eingekesselt worden. Nicht bedacht hatte man jedoch die um Padua versammelte 2. italienische Armee (General Capello) und die um Mantua versammelte alliierte Armee des Marschall Foch.
Für eine solche Kraftanstrengung reichten die österreichisch-ungarischen Truppen nicht mehr aus. Die vom 20. Mai auf den 15. Juni verschobene Offensive erlitt ostwärts der Brenta auf der Hochfläche von Asiago schon am ersten Tag dermaßen hohe Verluste, dass die Angriffe bereits am 16. Juni hier wieder eingestellt werden mussten. Am unteren Piave erzwang die Armee Boroevic an mehreren Stellen den Übergang über den Fluss. Da jedoch wegen des starken Hochwassers und auch der Beschießung durch die italienische Artillerie die Kriegsbrücken nicht im notwendigen Betriebszustand gehalten werden konnten, gab man die Brückenköpfe wieder auf und brach die Offensive am 20. Juni ab.
Die bei den beiden Angriffsoperationen entstandenen Personalverluste von nahezu 150.000 Mann konnten nicht mehr ersetzt werden. Auch das verloren gegangene Kriegsgerät war nicht so ohne weiteres wieder zu beschaffen. Erste Zersetzungserscheinungen machten sich bemerkbar. Insbesondere die nach dem Friedensvertrag von Brest-Litowsk vom 3. März aus Russland zurückkehrenden ehemaligen Kriegsgefangenen waren unwillig und brachten teilweise bolschewistische Ideen mit. Trotzdem wurden alle weiteren italienischen Angriffe vollständig abgewehrt. Es war jedoch vorauszusehen, dass die österreichisch-ungarische Front unter der Menschen- und Materialüberlegenheit der Alliierten zusammenbrechen würde.
Die am 13. Juni gestartete und als Entlastungsangriff gedachte Tonalepass-Offensive war ebenfalls zum Scheitern verurteilt und brach nahezu augenblicklich zusammen.

#### Schlacht von Vittorio Veneto

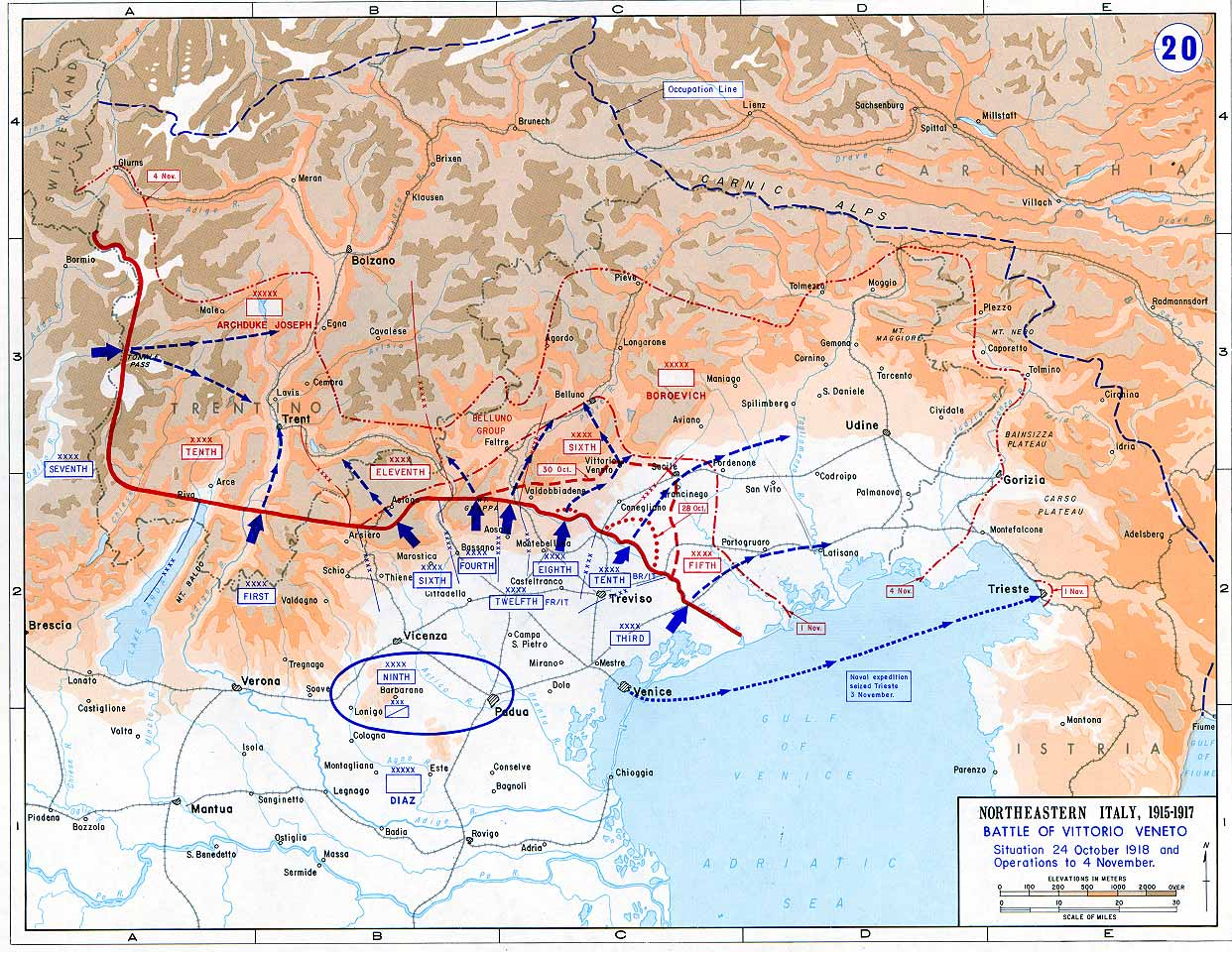
Karte der US-Bundesregierung

Als letzte Schlacht wurde vom 24. Oktober 1918 bis zum 3. bzw. 4. November 1918 die Schlacht von Vittorio Veneto oder Dritte Piaveschlacht ausgetragen. Hauptschauplätze der Kriegshandlungen waren der Fluss Piave und das Grappa-Massiv. Mit 7.750 Geschützen und 650 Flugzeugen ging Italien besser ausgerüstet in die Schlacht als Österreich-Ungarn (6.800 Artilleriegeschütze und 450 Flugzeuge). Die gut verpflegten, ausgeruhten und vorzüglich bewaffneten italienischen Verbände konnten so mit Unterstützung der Entente-Mächte sowie tschechischer Deserteure eine erfolgreiche Offensive gegen die ausgemergelten und völlig demoralisierten österreichisch-ungarischen Truppen starten, denen es an allem mangelte. Der alliierten Übermacht war nichts mehr entgegenzusetzen. Bis zum 1. November hatten die Italiener zusammen mit ihren Verbündeten im Westen eine Linie etwa Asiago-Feltre-Belluno erreicht, und im Osten den Parallelfluss zur Piave, die Livenza, überschritten. Bis zum 4. November waren große Teile Friauls und des Trentinos in italienischer Hand. Auf Seite Italiens waren 5.800 Tote und 26.000 Verletzte zu verzeichnen. Auf österreich-ungarischer Seite wurden 35.000 Tote, 100.000 Verletzte und 300.000 Gefangene gezählt.
Mit der Schlacht am Piave „errang Italien einen unvergleichlichen und grandiosen Sieg“ (Benito Mussolini). Zur Feier des Sieges komponierte Ermete Giovanni Gaeta das Piavelied (La Canzone del Piave), das in den Jahren 1946–1948 sogar als Nationalhymne der jungen italienischen Republik fungierte.
Andere schätzten das Ausmaß dieses italienischen Sieges kritischer ein. Der Publizist Giuseppe Prezzolini, der die Schlacht als Augenzeuge erlebte, war der Meinung: „Vittorio Veneto ist kein militärischer Sieg gewesen, aus dem einfachen Grunde, weil es eine Schlacht geben muss, damit man einen Sieg erlangen kann, und damit es eine Schlacht gibt, muss ein Feind da sein, der sich schlägt. Nun gab es in Vittorio Veneto aber einen Feind, der sich zurückzog. Vittorio Veneto war ein Rückzug, den wir in Unordnung und Konfusion gestürzt haben; nicht eine Schlacht, die wir gewonnen haben.“
| Beteiligte Verbände bei der Schlacht von Vittorio Veneto | Beteiligte Verbände bei der Schlacht von Vittorio Veneto |
| -------------------------------------------------------- | -------------------------------------------------------- |
| Italien                                                  | 51 Divisionen                                            |
| Frankreich                                               | 2 Divisionen                                             |
| Großbritannien                                           | 3 Divisionen                                             |
| Tschechen                                                | 1 Division                                               |
| USA                                                      | 1 Infanterie Regiment                                    |
| Österreich-Ungarn                                        | 18 Divisionen 1. Kategorie 14 Divisionen 2. Kategorie    |

### Deutsche Westfront
Auf Drängen der deutschen Obersten Heeresleitung wurde ab 4. Juni 1918 das k.u.k. XVIII. Korps unter dem Kommando vom Feldmarschallleutnant Ludwig Goiginger mit schließlich insgesamt vier Divisionen in 234 Zugtransporten an die deutsche Westfront verlegt. Zunächst war vorgesehen, alle vier Divisionen in den Raum Verdun zu entsenden, wo sie mit den Besonderheiten des westlichen Kriegsschauplatzes vertraut gemacht werden sollten. Als logistische Basis wurde die k.u.k. Etappenstelle West in Arlon eingerichtet.
Während es in der ersten Zeit nach Ankunft der k.u.k. 1. und k.u.k. 35. Infanteriedivision an der Front noch relativ ruhig geblieben war, begann am 12. September 1918 der amerikanisch-französische Großangriff auf den St. Mihiel-Frontbogen. Die im Bereich der deutschen Armeeabteilung C eingesetzte k.u.k. 35. Infanteriedivision erlitt dabei sehr hohe Verluste. Die enorme materielle Überlegenheit der Entente sollte sich in den folgenden Kämpfen zwischen dem 8. und 11. Oktober 1918 im Orne-Abschnitt erneut beweisen. Hier wurden die Truppen des k.u.k. XVIII. Korps, die nun der deutschen Armeegruppe Maas Ost unterstellt waren, in schwerste Kämpfe mit US-amerikanischen Truppen verwickelt. Obwohl zusammen mit deutschen Verbänden ein vollständiger Durchbruch der alliierten Verbände verhindert werden konnte, war die Bilanz der österreichisch-ungarischen Truppen letztendlich niederschmetternd.
Genau acht Tage nach der Forderung Ludendorffs, vier weitere österreichisch-ungarische Divisionen an die Westfront zu entsenden, begann am 24. Oktober 1918 die alliierte Offensive am Piave an der italienischen Front. Deshalb wurden in der ersten Novemberwoche 1918 angesichts der kritischen Lage an den Fronten Österreich-Ungarns die ersten Verbände der k.u.k. Truppen an der Westfront zur Rückverlegung vorbereitet.

## Das Ende

### Auflösungserscheinungen
Bereits ab dem 22. Oktober kam es zu massiven Befehlsverweigerungen ungarischer und kroatischer Einheiten, zu denen sich bald Tschechen und Bosniaken gesellten. Die Doppelmonarchie Österreich-Ungarn befand sich in Auflösung. Weder die Regierung in Wien noch die in Budapest verfügte noch über Autorität in den Landesteilen, deren Bevölkerung einen eigenen Staat gründen wollte. Proklamationen der Vertretungen der Kroaten, Serben und Slowenen am 6. Oktober, der Polen am 7. Oktober und der Tschechen (die in Paris bereits über eine tschechoslowakische Regierung verfügten) am 28. Oktober hatten dazu geführt, dass viele Soldaten dieser Nationalitäten keinen Sinn im weiteren Kampf sahen und so rasch wie möglich nach Hause zurückkehren wollten. Die ungarische Regierung, die die Realunion mit Österreich Mitte Oktober durch Reichstagsbeschluss per 31. Oktober 1918 (mit Zustimmung des Monarchen) als beendet erklärte, verlangte vom Armeeoberkommando Ende Oktober offiziell die sofortige, komplette Rückführung der ungarischen Regimenter von der italienischen Front.

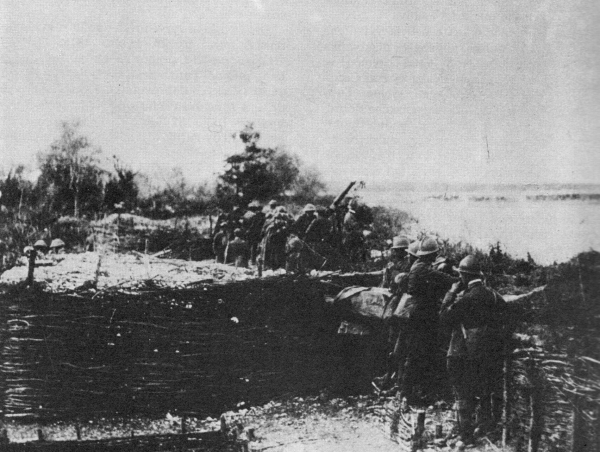
Tschechische Soldaten auf alliierter Seite an der Piave

Erste Einheiten setzten dies unverzüglich in die Tat um und verließen ihre Kampfabschnitte, um sich auf den Heimweg zu begeben. Die so entstandenen Frontlücken mussten von den noch standhaltenden Verbänden zusätzlich ausgefüllt werden. Eine nicht unerhebliche Anzahl Tschechen lief jedoch zu den Italienern über und wurde von diesen sofort ausgerüstet und in Kampfverbänden neu aufgestellt, hatte doch die neue Tschechoslowakei durch die Arbeit ihrer Exilpolitiker bereits den Status eines Verbündeten der Entente erreicht. Eine komplette Division aus desertierten tschechischen Soldaten befand sich auf Seiten der Alliierten im Jahr 1918 an der Piavefront; sie waren mit italienischen Uniformen nach Art der Alpini ausgestattet.
Trotz der ausgedehnten Feindgebiete, die die k.u.k. Armee Anfang November 1918 im Osten, auf dem Balkan und in Norditalien noch besetzt hielt, konnten die katastrophale Versorgungslage für Truppe und Zivilbevölkerung, die schon lang schwelenden, vom Gegner durch die Unterstützung der tschechischen Exilregierung oder der italienischen Irredenta geförderten separatistischen Bestrebungen (Selbstbestimmung ohne Habsburg) und das dramatische Erstarken der Gegner durch den Kriegseintritt der Vereinigten Staaten 1917 nicht aufgewogen werden. Das Einstellen der Kampfhandlungen durch die k.u.k. Armee wäre auch ohne den Waffenstillstand nicht mehr viel länger hinauszuzögern gewesen.

### Gesamtlage bei Waffenstillstand
Im klassischen, militärischen Sinne war die Armee Österreich-Ungarns bis dahin ungeschlagen geblieben (die entsprechenden Voraussetzungen dafür waren nicht erfüllt – sie hatte nicht kapituliert, es gab keine vernichtende Niederlage und das Land war nicht vom Feind besetzt), was jedoch einzig am Zeitpunkt des Waffenstillstandes lag und nicht darüber hinwegtäuschen kann, dass ein Widerstand über den Herbst/Winter 1918 hinaus nicht möglich gewesen wäre.
Bei Beginn der Verhandlungen zum Waffenstillstand, Ende Oktober 1918, ergab sich für die österreichisch-ungarische Armee folgende Lage:
Mit dem Einsatz aller zuletzt verfügbaren Kräfte gelang es bis zu den Waffenstillstandsverhandlungen die Frontlinien zu halten, ohne dass dies jedoch am Ergebnis etwas geändert hätte. Entgegen den Erwartungen des eigenen Oberkommandos konnten sogar die ersten Angriffe der alliierten Großoffensive am 24. Oktober 1918 an der Südwestfront noch abgewehrt werden, auch wenn dies letztendlich keine große Bedeutung mehr hatte. Obwohl einzelne Truppenteile noch erheblichen Widerstand leisteten, so wie das k.u.k. XXIV. Korps unter General Hafdy, kam es durch weitere Meutereien (z. B. das Budapester Jägerbataillon 24, das tschechische Schützenregiment „Hohenmauth“ Nr. 30 und andere) und das Verlassen der Frontlinie durch ganze Divisionen (27. und 38. Infanterie-Truppendivision) dazu, dass die Front immer weiter zurückgenommen werden musste bzw. die Kampftruppen zurückgedrängt wurden und die Lage immer unhaltbarer wurde.
Im Einzelnen behielten jedoch die österreichisch-ungarischen Truppen mit ihren Verbündeten bei Beginn der Waffenstillstandsverhandlungen Ende Oktober 1918 noch besetzt:
- Fast das ganze heutige Polen, einen Teil von Belarus und der Ukraine mit einer Fläche von etwa 700.000 km² und rund 40 Millionen Einwohnern.
- Das damalige Königreich Rumänien mit einer Fläche von 130.000 km² und rund 10 Millionen Einwohnern.
- Serbien, Montenegro und Albanien mit einer Fläche von 150.000 km² und 7 Millionen Einwohnern.
- Das Friaul und Teile von Venetien mit einer Fläche von 15.000 km² und etwa 2 Millionen Einwohnern.[47]

### Waffenstillstand

General Viktor Weber von Webenau

Nach der Schlacht von Vittorio Veneto leitete General Viktor Weber Edler von Webenau im Auftrag des AOK. die österreichisch-ungarische Waffenstillstandskommission, die mit den Italienern den Waffenstillstand aushandeln sollte. Die bereits Anfang Oktober gebildete Kommission bezog am 28. Oktober 1918 ihr Hauptquartier in Trient. Am Morgen des 29. Oktober näherte sich Hauptmann Camillo Ruggera in Begleitung eines Unteroffiziers mit einer weißen Fahne den italienischen Linien bei Serravalle südlich von Rovereto, um den Italienern eine Note zu übergeben, in der um die Aufnahme von Waffenstillsverhandlungen gebeten wurde.
Der folgende Waffenstillstand von Villa Giusti bei Padua, der am 3. November 1918 unterzeichnet wurde und am 4. November in Kraft treten sollte, war aber auf Grund des teilweisen Zerfalls der österreichisch-ungarischen Gegenwehr nicht mehr Gegenstand von Verhandlungen, sondern wurde namens der Entente vom italienischen Delegationsleiter Pietro Badoglio diktiert. Unter anderem wurden die Vertreter Österreichs und Ungarns gezwungen, der Räumung Tirols bis an die Brenner- und Reschenscheidecklinie zuzustimmen, die komplette Kriegsflotte auszuliefern (die allerdings Ende Oktober bereits dem neuen südslawischen Staat überlassen worden war, da Deutschösterreich keinen Zugang zum Meer hatte) und den alliierten Truppen Bewegungsfreiheit im besiegten Land zu geben. Die Ablehnung des Unterwerfungsdiktats hätte weitaus schlimmere Folgen gehabt als die Annahme.
Auf Grund der Entscheidungsschwäche von Kaiser Karl I. (der den deutschösterreichischen Staatsrat unbedingt in die Entscheidung einbinden wollte, von diesem aber nach langem Warten nur eine kommentarlose Kenntnisnahme des Vorgangs erreichte) entstanden in der Befehlskette Unklarheiten darüber, ob der Waffenstillstand bereits abgeschlossen sei und wann er in Kraft treten würde. (Längst kampfunwillige Truppenteile mochten auch der Meinung sein, der Vertrag würde bei Abschluss sofort wirksam.) Jedenfalls wurde den österreichischen Truppen teilweise bis zu 36 Stunden vor dem offiziellen Termin erlaubt, die Waffen niederzulegen, was dazu führte, dass die Italiener rund 350.000 überraschte österreichisch-ungarische Soldaten ohne Gegenwehr gefangen nehmen konnten. Die katastrophalen Zustände in den Kriegsgefangenenlagern kosteten viele Menschenleben; die italienische Armee war nicht auf diese Masse von Gefangenen eingerichtet und schaffte es nicht, sie gemäß der Haager Landkriegsordnung zu versorgen.
Waffenstillstand und späterer Friedensschluss kamen zustande zwischen einem als Staat nahezu handlungsunfähigen Restösterreich und einer übermächtig gewordenen Allianz (mit Italien an der Spitze, das aus Kalkül (Londoner Vertrag) in diesen Krieg hineinmanövriert worden war und nunmehr seine versprochenen Gebietsgewinne rigoros einforderte; Tirol wurde bis zur festgelegten Demarkationslinie unverzüglich besetzt). Italienische Truppen stießen noch bis Innsbruck vor, von wo sie erst Ende 1920 abzogen, und entsandten eine Militärmission nach Wien, um Kunstwerke zu requirieren.
Nur die Isonzo-Armee und Teile der Hochgebirgstruppen konnten sich erfolgreich zurückziehen und dadurch zum größten Teil der Gefangennahme entgehen.
Der Rückzug der Besiegten erfolgte teils in noch geordneten Verbänden, teils individuell. Einheiten, die deutschösterreichisches Gebiet noch in guter Ordnung erreicht hatten, lösten sich hier aber zumeist dadurch auf, dass viele deutschösterreichische Soldaten die Heimkehrerzüge einfach verließen, sobald sie die weitere Heimreise an ihren Wohnort allein schneller zu bewältigen glaubten. Anders verhielten sich durch Deutschösterreich transferierte ungarische und tschechische Einheiten; sie wussten, dass sie zu Hause als Soldaten erwartet wurden. Auf dem Heimweg fühlten sich besonders die Tschechen als zu den Siegern gehörig und ließen das die Deutschösterreicher spüren, unter anderem bei einer Schießerei mit deutschösterreichischen Truppen auf dem Wiener Westbahnhof. In der Heimat wurden diese Truppen sofort zur Aufstellung eigener nationaler Verbände verwendet und teilweise, wie im Grenzgebiet zwischen Kärnten und Slowenien, unverzüglich gegen Deutschösterreich eingesetzt, um Gebietsansprüche zu sichern.

## Verluste
Bei einem Gesamtmobilstand von etwa 8.000.000 Mann sind 1.016.200 Soldaten gefallen oder umgekommen (eingeschlossen etwa 30.000 Mann, die Lawinenunglücken oder sonstigen widrigen Witterungsverhältnissen des Hochgebirges zum Opfer gefallen sind), 1.943.000 Mann wurden verwundet. 1.691.000 gerieten in Gefangenschaft, von denen 480.000 meist an Unterernährung und Seuchen starben. Die prozentualen Verluste betrugen beim Offizierskorps 13,5 %, bei den Mannschaften und Unteroffizieren 9,8 %. Schätzungsweise 30.000 ehemalige Soldaten sind nach 1918 als Zivilpersonen an im Krieg erlittenen Verwundungen oder Strapazen gestorben.

## Kulturelle Rezeption
Die Rolle des österreichisch-ungarischen Heeres im Ersten Weltkrieg wurde auf unterschiedliche Weise literarisch rezipiert. Joseph Roth (Radetzkymarsch) und Alexander Lernet-Holenia (Der Baron Bagge, Die Standarte), beide selbst als k.u.k. Offiziere im Kriegseinsatz, beschrieben den Krieg und das Ende der Monarchie als epochalen Bruch, der die Überlebenden in tiefgreifende Identitätsprobleme verstrickte. Das Drama 3. November 1918 von Franz Theodor Csokor rückte hingegen die Nationalitätenproblematik zu Kriegsende in den Mittelpunkt. Als polemischer Kriegsgegner profilierte sich Karl Kraus mit seiner szenischen Tragödie Die letzten Tage der Menschheit, während Jaroslav Haseks Roman Die Abenteuer des braven Soldaten Schwejk den gewitzten Überlebenskampf des einfachen Soldaten zum Inhalt hat. Die Lyrik Georg Trakls (Grodek) thematisiert das blutige Sterben an der Front.
Im k.u.k. Kriegspressequartier war eine eigene Kunstgruppe mit der bildnerischen Darstellung des Kriegsgeschehens befasst, dort tätig waren unter anderen Albin Egger-Lienz, Oskar Kokoschka und Anton Kolig.

## Museale Rezeption
Die Geschichte der k.u.k. Armee im Ersten Weltkrieg ist im Wiener Heeresgeschichtlichen Museum (Saal VI) im Detail dargestellt. Uniformen, Bewaffnung und Ausrüstung aller kriegsteilnehmenden Mächte, wie die österreichische Infanterie und der Kavallerie; anschließend u. a. Deutsches Reich, Russisches Reich und Königreich Italien. Breiten Raum nimmt auch der Gebirgskrieg 1915–1918 ein. Ein besonderes Stück dabei ist jene 7 cm-Gebirgskanone M 1899, welche in der Gipfelzone des Ortler auf 3850 Meter die höchste Geschützstellung Europas bildete. An der rechten Seite des Raumes findet sich eine größere Auswahl an Gemälden von Kriegsmalern, die während des Krieges im k.u.k. Kriegspressequartier dienten und ihre Eindrücke bildlich festhielten. Ein weiterer Raum zeigt schwere Artilleriegeschütze, z. B. eine österreichische Haubitze M 1916 mit einem Kaliber von 38 cm, die Geschosse mit einem Gewicht von 700 kg über 15 km weit verschießen konnte.
Das ausgestellte Schul- und Aufklärungsflugzeug Albatros B.II war eines der 5.200 Flugzeuge, die Armee und k.u.k. Kriegsmarine im Ersten Weltkrieg einsetzten (siehe auch k.u.k. Luftfahrtruppen). Eine lange Vitrine zeigt Neuerungen in Waffentechnologie und Ausrüstung ab dem Jahr 1916, z. B. den ersten österreichischen Stahlhelm, der nach deutschem Muster gefertigt wurde. Auch weitere Artilleriegeschütze diverser Kaliber sind aufgestellt.